# Liste der Kulturdenkmale in Mosbach

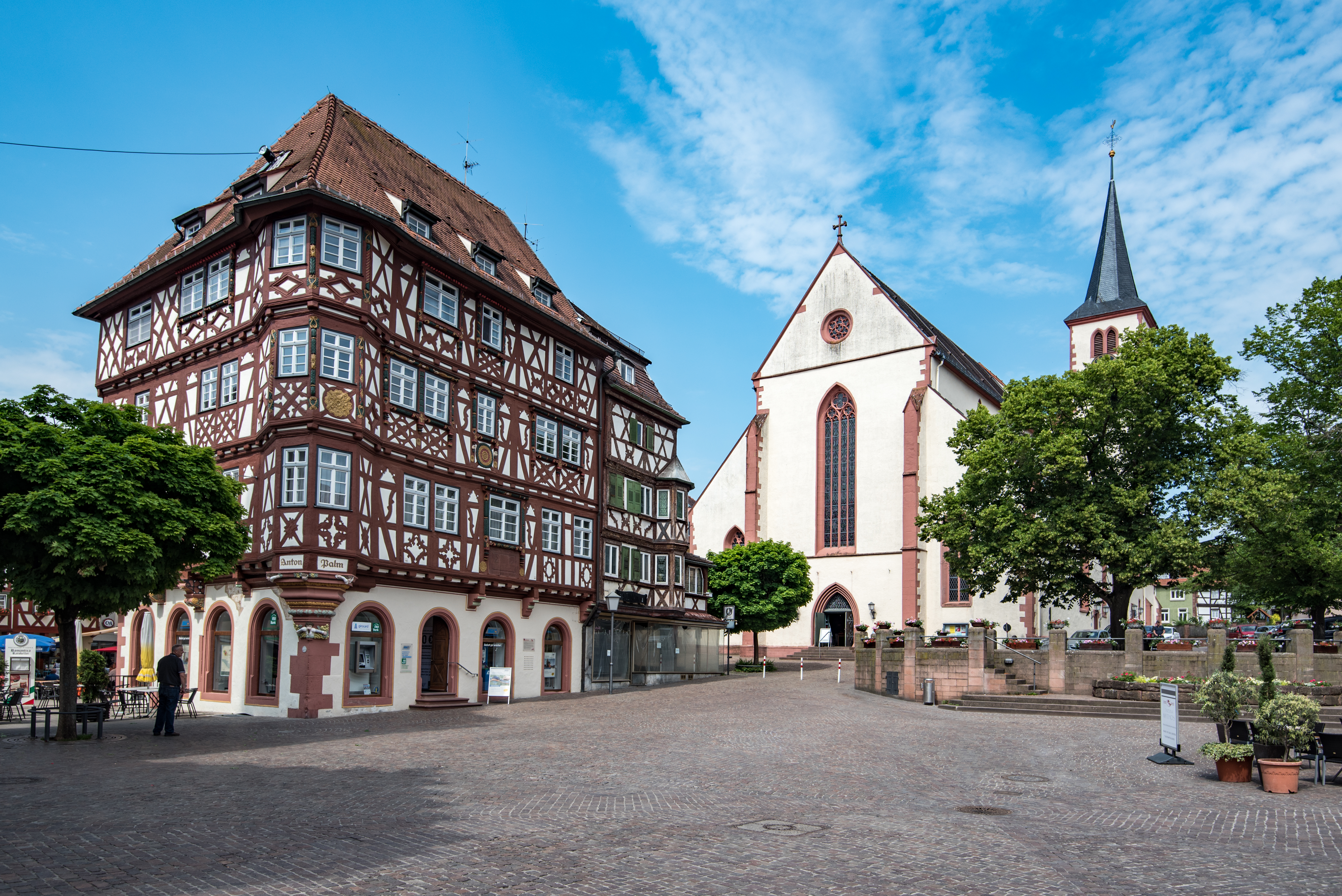
Marktplatz mit Haus Palm und Stiftskirche, 2017

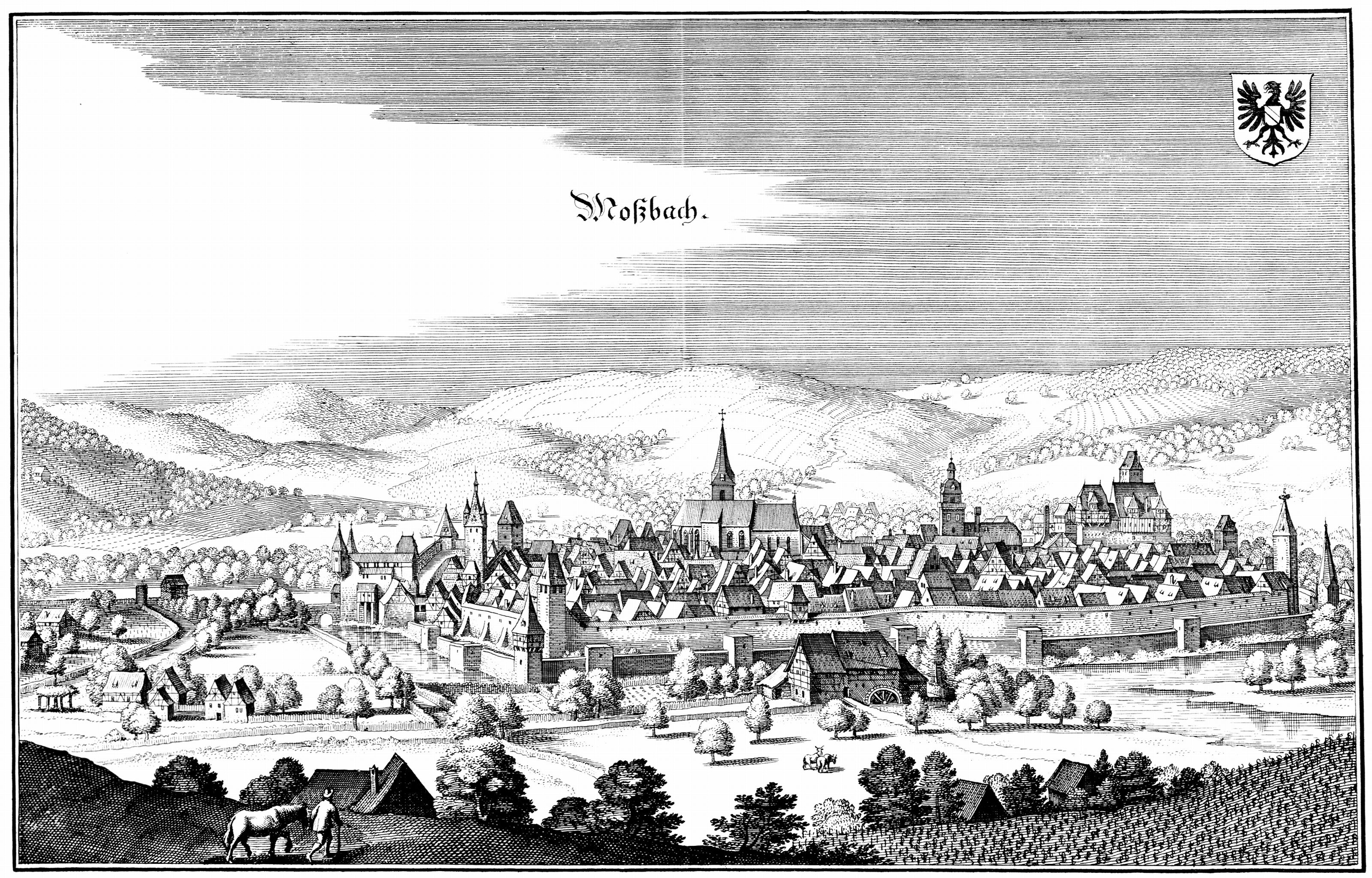
Historische Ansicht Mosbachs, Matthäus Merian, 1645

In der Liste der Kulturdenkmale in Mosbach sind Bau- und Kunstdenkmale der Stadt Mosbach verzeichnet, die im „Verzeichnis der unbeweglichen Bau- und Kunstdenkmale und der zu prüfenden Objekte“ des Landesamts für Denkmalpflege Baden-Württemberg verzeichnet sind. Dieses Verzeichnis ist nicht öffentlich und kann nur bei „berechtigtem Interesse“ eingesehen werden. Die folgende Liste ist daher nicht vollständig und gibt lediglich Angaben der Historischen Ortsanalyse Stadt Mosbach vom 14. Februar 2013 wieder.
Das Stadtgebiet Mosbachs besteht aus der Kernstadt und den Stadtteilen Diedesheim, Lohrbach, Neckarelz, Reichenbuch, Sattelbach und Waldstadt.

## Allgemein
- Bild: Zeigt ein ausgewähltes Bild aus Commons, „Weitere Bilder“ verweist auf die Bilder im Medienarchiv Wikimedia Commons.
- Bezeichnung: Nennt den Namen, die Bezeichnung oder die Art des Kulturdenkmals.
- Lage: Straßenname und Hausnummer oder Flurstücknummer des Kulturdenkmals, gegebenenfalls auch den Ortsteil. Die Grundsortierung der Liste erfolgt nach dieser Adresse. Der Link (Karte) führt zu verschiedenen Kartendiensten mit der Position des Kulturdenkmals. Fehlt dieser Link, wurden die Koordinaten noch nicht eingetragen. Sind diese bekannt, können sie über ein Tool mit einer Kartenansicht einfach nachgetragen werden. In dieser Kartenansicht sind Kulturdenkmale ohne Koordinaten mit einem roten bzw. orangen Marker dargestellt und können durch Verschieben auf die richtige Position in der Karte mit Koordinaten versehen werden. Kulturdenkmale ohne Bild sind an einem blauen bzw. roten Marker erkennbar.
- Datierung: Baubeginn, Fertigstellung, Datum der Erstnennung oder grobe zeitliche Einordnung entsprechend des Eintrags in der zuständigen Denkmaldatenbank (Landesamt für Denkmalpflege Baden-Württemberg).
- Beschreibung: Kurzcharakteristik des Kulturdenkmals.

## Kulturdenkmale nach Stadtteilen

### Altstadt Mosbach
| Bild           | Bezeichnung                                                                                  | Lage                                                                     | Datierung   | Beschreibung | ID |
| -------------- | -------------------------------------------------------------------------------------------- | ------------------------------------------------------------------------ | ----------- | --- | -- |
| Weitere Bilder | Wohnhaus                                                                                     | Alter Schulplatz 1 (Flst.Nr. 0-250) (Karte)                              | um 1800     | Zweigeschossiges, traufseitig erschlossenes Gebäude mit Satteldach in Ecklage; das Erdgeschoss massiv, verputzt, darüber Fachwerkaufsatz; errichtet um 1800, in jüngerer Zeit saniert (Fassade, Fenster, Dachdeckung, Dachausbau). Geschützt nach §§ 2 (Gebäude) DSchG |    |
| Weitere Bilder | Ehemaliges Schulhaus                                                                         | Alter Schulplatz 11 (Flst.Nr. 0-267) (Karte)                             | um 1730     | An drei Seiten freistehender, zweigeschossiger, verputzter Barockbau mit Mansarddach; massiv über Hanggeschoss mit Rundbogenportal errichtet, die symmetrisch gegliederte Hauptfassade gegen den Marktplatz mit übergiebeltem Mittelrisalit und Pilastergliederung, geohrten Fenstergewänden und Ecknischen (leer) mit Muschelkonchen; seitlich liegender Hauseingang; um 1730. Geschützt nach §§ 28 (Gebäude) DSchG |    |
| Weitere Bilder | Wohnhaus, ehem. Badhaus                                                                      | Badgasse 1 (Flst.Nr. 0-245) (Karte)                                      | 1360        | Dreigeschossiges Eckgebäude mit Schopfwalmdach; das EG massiv, die OG aus Fachwerk errichtet und im 1. OG und an der Traufseite verputzt, das zweite OG (mit kräftigem Vorstoß) und der Giebel mit Sichtfachwerk; mittelalterliche Keller mit Kreuzgratgewölbe, das Dachwerk (Eiche, geraucht) von 1360 (d) mit nur zwei Kehlbalken und Verblattungen; das Gebäude errichtet 1360, die beiden Wohngeschosse im 18. und 19. Jh. modernisiert, im 20. Jh. Einrichtung eines Gastronomiebetriebs im EG. Geschützt nach §§ 2 (Gebäude) DSchG |    |
| Weitere Bilder | Wohnhaus                                                                                     | Badgasse 5 (Flst.Nr. 0-246-247) (Karte)                                  | 1750        | Giebelständig erschlossenes Eckgebäude mit Satteldach; über tiefem Grundriss, an leicht abfallendem Gelände errichtet, hohes, massives Erdgeschoss mit ehemaligen Stallbereich, darüber Fachwerkaufbau mit regelmäßiger Fenstergliederung; am Kellerbogen bez. 1750, am Fenstergewände bez. 1795, die Erdgeschosszone durch nachträglichen Ladeneinbau verändert, außerdem Dachausbau mit Gauben und Einbau neuer Fenster und Türen. Geschützt nach §§ 28 (Gebäude) DSchG |    |
| Weitere Bilder | Wohnhaus mit Stallteil                                                                       | Badgasse 14 (Flst.Nr. 0-284, 0-288) (Karte)                              | 16./17. Jh. | Traufständiges, zweigeschossiges Gebäude mit Satteldach; das Erdgeschoss über Keller massiv errichtet, das Wohngeschoss aus Fachwerk mit Knaggenverriegelung am Giebel; Wohnhaus im Kern 16./17. Jahrhundert. Ebenfalls Teil des Kulturdenkmals ist der traufseitig erschlossene Stall mit seitlicher Tordurchfahrt und Vordach, 19. Jh. Geschützt nach §§ 2 (Gebäude) DSchG |    |
| Weitere Bilder | Wohnhaus                                                                                     | Badgasse 16 (Flst.Nr. 0-289) (Karte)                                     |             | An drei Seiten freistehendes, zweigeschossiges und giebelseitig nur zweiachsiges Gebäude mit Satteldach; das EG massiv, darüber Fachwerkaufbau, einfache Putzfassade mit unregelmäßigen Fensteröffnungen; an einem Eckquader bez. 1776 P Nelius, das OG vermutlich 19. Jh.; südlich daran ein ebenfalls zweigeschossiges und in Mischbauweise errichtetes Gebäude mit abgewalmtem Dach anschließend, an der Südfassade teilweise starker Vorstoß sowie verspringende Fensterhöhen; im Kern 18. Jh. oder vielleicht sogar älter, im 19./20. Jh. baulich verändert. Das Wohnhaus bildet zusammen mit Badgasse 18 eine Gebäudeinsel. Geschützt nach §§ Prüffall DSchG |    |
|                | Wohnhaus                                                                                     | Carl-Theodor-Straße 2, Hauptstraße 84 (Flst.Nr. 0-42, 0-45) (Karte)      |             | Traufständiges, zweigeschossiges Gebäude mit Satteldach mit Gauben, das EG massiv, das OG aus Fachwerk errichtet, Fassadengestalt mit regelmäßigen Fensterachsen und seitlichem Hauseingang; im Hausinneren Reste einer renaissancezeitlichen Gestaltung; im 18./19. Jh. errichtet unter Miteinbeziehung eines mittelalterlichen Kellers mit Kreuzgratgewölbe im Bereich der archäologisch überlieferten Stadtmauer. Geschützt nach §§ 2 (Gebäude) DSchG | BW |
| Weitere Bilder | Reformiertes Pfarrhaus (heute Pfarramt, ev. Dekanat)                                         | Collekturgasse 1 (Flst.Nr. 0-3, 0-28-31) (Karte)                         |             | Pfarrhaus mit Garten, Schuppen und Einfriedungsmauer (Sachgesamtheit); das Pfarrhaus ein freistehender zweigeschossiger Massivbau mit Walmdach, 18. Jh.; im 20. Jh. umfassend saniert, dabei u.a. Austausch der Fenster und Dachausbau mit Gauben. die Einfriedungsmauer aus Buntsandstein teils älter, teils im 20. Jh. erneuert, an der Maueraußenseite steinernes Wappenbild mit Helmzier des Dekans Diether von Hettingen (um 1390) eingefügt; der Schuppen mit Pultdach, 19. Jh. Geschützt nach §§ 28 (Sachgesamtheit) DSchG |    |
| Weitere Bilder | Doppelwohnhaus                                                                               | Collekturgasse 3 und 5 (Flst.Nr. 0-53) (Karte)                           |             | Traufständig erschlossenes, dreigeschossiges Doppelwohnhaus mit Satteldach; das Hanggeschoss mit Kellerbogen (zur Seitengasse) und das erste Wohngeschoss massiv in Naturstein errichtet, hier Eckpfeiler mit Girlande, bez. 1808; darüber Fachwerkaufbau mit trauf- und giebelseitigen Vorstößen und alten Fensterformaten; im Kern bzw. Dachwerk wohl noch 16. Jahrhundert, um 1808 baulich in Teilen umgestaltet, im 20. Jh. das Erdgeschoss durch Ladeneinbau überformt. Geschützt nach §§ 28 (Gebäude) DSchG |    |
| Weitere Bilder | Wohnhaus mit Stall                                                                           | Collekturgasse 4 (Flst.Nr. 0-262) (Karte)                                |             | An drei Seiten freistehendes, traufseitig über Außentreppe erschlossenes Wohnstallhaus mit Satteldach; das Hanggeschoss (mit giebelseitigem Stallzugang) sowie das erste Wohngeschoss massiv errichtet, das OG aus Fachwerk mit Vorstößen, teils auf Konsolen, verputzt; am Türgewände bez. 1823, nachträglich zum Teil baulich verändert (Fenster, Fensteröffnungen, Dachdeckung). Geschützt nach §§ Prüffall DSchG |    |
| Weitere Bilder | Wohnhaus                                                                                     | Collekturgasse 8 (Flst.Nr. 0-253) (Karte)                                |             | Dreigeschossiges Eckhaus unter Halbwalmdach, das EG massiv, die verputzten Fachwerk-OG mit starken Vorstößen zu alle drei Seiten, teils über Knaggen; gegen die Collekturgasse rundbogiger Kellerzugang und leicht erhöht liegender Hauseingang mit Außentreppe; wohl 16. Jh. oder älter, in jüngerer Zeit das EG freigelegt, Einbau neuer Fenster, Dachausbau mit Dachflächenfenster, neue Dachdeckung. Geschützt nach §§ 2 (Gebäude) DSchG |    |
| Weitere Bilder | Wohnhaus                                                                                     | Collekturgasse 10 (Flst.Nr. 0-254) (Karte)                               |             | Traufständiges und dreigeschossiges Gebäude mit Satteldach, Sockel und EG massiv mit Sandsteingewänden, das OG in Fachwerk errichtet, Fassade verputzt; vorgelegte, einläufige Freitreppe, Haustüre des 19. Jh., das Türgewände mit Oberlicht und barockem Scheitelstein; wohl älteres Gebäude um die Mitte des 19. Jh. baulich verändert, nachträgliche Erneuerung der Fenster und der Dachdeckung. Geschützt nach §§ 2 (Gebäude) DSchG |    |
| Weitere Bilder | Wohnhaus                                                                                     | Collekturgasse 12 (Flst.Nr. 0-254-255) (Karte)                           |             | Giebelständiges, zweigeschossiges Gebäude mit Satteldach, der hohe, baulich mit dem Nachbarhaus Collekturgasse 14 eine Einheit bildende Sockel mit Kellerabgang und zwei Hauseingängen massiv errichtet, darüber Fachwerkaufbau, im Giebeldreieck mit bescheidenen Zierformen; im Kern wohl 17. Jh. mit baulichen Veränderungen des 18. Jh., in jüngerer Zeit in Teilen verändert (u.a. Sockelgeschoss, Türen, Fenster, Dachdeckung) Geschützt nach §§ 2 (Gebäude) DSchG |    |
| Weitere Bilder | Wohnhaus                                                                                     | Collekturgasse 14 (Flst.Nr. 0-256) (Karte)                               |             | Giebelständiges, zweigeschossiges Gebäude mit Satteldach; der hohe, baulich mit dem Nachbarhaus Collekturgasse 12 eine Einheit bildende Sockel (mit Kellerabgang) sowie das erste Wohngeschoss massiv errichtet und verputzt, darüber Fachwerkaufbau mit breitem Eckständer; traufseitiger Hauseingang über gemeinsame Treppenanlage mit Collekturgasse 16 erschlossen; wohl älteres Gebäude im 17./18. Jh. (Fachwerk) baulich verändert, in jüngerer Zeit u.a. Sockel neu verputzt, Austausch der Fenster, Dachdeckung u.a. Am Sockel gegen die Collekturgasse ein mit der Jahreszahl 1744 bezeichneter Sandstein (Fragment) sekundär angebracht. Geschützt nach §§ 2 (Gebäude) DSchG |    |
| Weitere Bilder | Wohnhaus, ehemals Zehntscheuer bzw. Collektur mit Stadtmauerresten                           | Collekturgasse 18 (Flst.Nr. 0-258) (Karte)                               |             | Hinter die Baulinie der Collekturgasse zurückspringendes, giebelständiges und dreigeschossiges Gebäude mit Schopfwalmdach; der Sockel und das erste Wohngeschoss massiv, darüber Fachwerkaufbau mit leichten Vorstößen, 1550/1551 (d), breite, regelmäßig durchfensterte Putzfassade, der Giebel des Speicherdaches verbrettert; im Innern Stuckdecken des 18. Jh. erhalten; um 1550 unter Miteinbeziehung der Stadtmauer (Nordost-Seite) errichtet, 1748/49 (d) und um 1830 Umbauten, in jüngerer Zeit leicht überformt (Fenster, Dachausbau u.a.). Geschützt nach §§ Prüffall DSchG |    |
| Weitere Bilder | Wohnhaus                                                                                     | Entengasse 1 (Flst.Nr. 0-222-223) (Karte)                                |             | Giebelständiges, zweigeschossiges Gebäude mit zum Gartenweg abgewalmtem Satteldach, massiv errichtet und verputzt; die dreiachsige Fassade mit steinernen Sohlbänken, gegen die Entengasse leicht erhöht liegender Hauseingang und breitformatiges Werkstattfenster; im Kern wohl 16./17. Jahrhundert, im ersten Viertel des 20. Jh. und nach 1988 (gegen den Gartenweg) umfassend modernisiert, dabei u.a. Ausbau des Dachgeschosses einschließlich Umbau des Halbwalmdaches. Geschützt nach §§ Prüffall DSchG |    |
| Weitere Bilder | Wohnhaus                                                                                     | Farbgasse 12 (Flst.Nr. 0-143) (Karte)                                    |             | Traufständiges, dreigeschossiges Gebäude mit bauzeitlichem Satteldach, das EG massiv, die OG mit leichten Vorstößen in Fachwerk errichtet, einfache Putzfassade mit Sandsteingewänden an Kellerabgang und Hauseingang, in den OG alte Fensterformate; wohl im 18. Jh. zusammen mit dem Nachbargebäude Farbgasse 12 errichtet und im 19. und 20. Jh. leicht überformt. Geschützt nach §§ Prüffall DSchG |    |
|                | Wohnhaus                                                                                     | Frohndbrunnengasse 9 (Flst.Nr. 0-359) (Karte)                            |             | Zweigeschossiges, freistehendes Gebäude mit Krüppelwalmdach, der Sockel und das EG massiv, verputzt, darüber Fachwerkaufsatz mit Vorstößen, einst mit vollständig verzapfter Dachkonstruktion mit liegendem Stuhl und Ladeluken; Gebäude 1528 (d) errichtet, das EG 1784 (bez.) massiv erneuert, Fassade zwischenzeitlich verputzt, in jüngerer Zeit modernisiert dabei u.a. Austausch der Fenster, neue Dachdeckung u.a. Geschützt nach §§ 28 (Gebäude) DSchG | BW |
| Weitere Bilder | Sog. Frohndbrunnen                                                                           | Frohndbrunnengasse 13, 29 (Flst.Nr. 0-367-368) (Karte)                   |             | Wandbrunnen mit ursprünglich zwei Wasserspeiern und vorgelegtem rechteckigen Becken aus Sandstein, hinter dem Holzladen bez. Dieser Bronnen ist im Jahr 1586 erbaut / Wurde in diesem Jahr neu renoviert / Mosbach den 15. Ocktober 1834 / Auch ist in diesem Jahr viel und guter Wein gewachsen / Er wog cca 80 bis 90 Grad / Bürgermeister Teibner / Steinhauer Fleischmann. Geschützt nach §§ 2 (Kleindenkmal) DSchG |    |
| Weitere Bilder | Wohnhaus                                                                                     | Frohndbrunnengasse 15 (Flst.Nr. 0-342/5, 0-372) (Karte)                  |             | Zweigeschossiges, zur Gasse hin giebelständig stehendes Gebäude mit Satteldach; das Hanggeschoss und das erste Wohngeschoss massiv, darüber Fachwerkaufsatz mit auskragenden Balkenköpfen und Zierformen des 17./18. Jh., das Gebäude bis auf den Fachwerkgiebel verputzt, das Wohngeschoss über Betontreppe erschlossen (Bestandteil des öffentlichen Fußweges); im Kern 17./18. Jh., im 20. Jh. innen und außen baulich überformt (Fassade, Fenster, Dachausbau, Dachdeckung u.a.). Geschützt nach §§ Prüffall DSchG |    |
| Weitere Bilder | Wohnhaus                                                                                     | Frohndbrunnengasse 17 (Flst.Nr. 0-373) (Karte)                           |             | Zweigeschossiges, zur Gasse hin giebelständig stehendes Gebäude mit Satteldach, das Hanggeschoss mit rundbogigem Kellerzugang massiv errichtet, darüber Fachwerkaufsatz mit auskragenden Balkenköpfen und profiliertem Rähm an der Traufseite; das Wohngeschoss über Betontreppe erschlossen (Bestandteil des öffentlichen Fußweges); im Kern 17./18. Jh., im 20. Jh. innen und außen baulich überformt (Fassade, Fenster, Dachausbau, Dachdeckung u.a.). Geschützt nach §§ Prüffall DSchG |    |
|                | Keller mit Rundbogenportal                                                                   | Frohndbrunnengasse 31 (Flst.Nr. 0-343) (Karte)                           |             | Großer tonnengewölbter Keller mit Stichkappen, erschlossen von der nördlichen Frohndbrunnengasse über ein profiliertes Rundbogenportal mit Scheitelkartusche, bez. 1611. Geschützt nach §§ 2 (Bauteil) DSchG | BW |
| Weitere Bilder | Wohnhaus mit Ladeneinbau                                                                     | Gartenweg 10 (Flst.Nr. 0-212) (Karte)                                    |             | Zweigeschossiges Giebelhaus mit Satteldach, das massive Erdgeschoss mit Eckquadern und profilierten Gewänden des 16. Jh., sandsteinerne Eckkonsole in Renaissanceformen, darüber das über Balkenköpfen vorkragende OG und der Giebel aus Fachwerk, am herausragenden Deckenbalken des OG innere Gliederung in Stube und schmalere Kammer ablesbar, im Brüstungsbereich verzapfte Fußstreben, im Giebelfirst Spitzständerstummel; das Gebäude errichtet 1599 (i), nachträglich nur leicht überformt bzw. im EG Ladeneinbau. Geschützt nach §§ 28 (Gebäude) DSchG |    |
| Weitere Bilder | Wohnhaus mit rückwärtigem Anbau                                                              | Gartenweg 38/1 (Flst.Nr. 0-38/3, 0-133/1) (Karte)                        |             | Gegen die Gartenstraße giebelständiges, zweigeschossiges Gebäude mit Satteldach und rückwärtigem Anbau gegen die Harnischgasse, das breit gelagerte Wohnhaus bis auf das massive Erdgeschoss komplett in Fachwerk errichtet; das Fachwerk gegen die Straße mit vorkragenden Balkenköpfen, an der Südwestecke turmartiger Schmuckerker mit französischer Steilhaube und reichem historisierenden Zierfachwerk; um 1800 erbaut, 1908 um Erker ergänzt, 1921 umgebaut bzw. um rückwärtigen Anbau erweitert, dieser bez. Jos. Spohn 1921. Geschützt nach §§ 2 (Gebäude) DSchG |    |
| Weitere Bilder | Wohnhaus                                                                                     | Harnischgasse 2 (Flst.Nr. 0-131) (Karte)                                 |             | Zweigeschossiges, traufseitig erschlossenes Gebäude mit Satteldach, das EG massiv mit Stichbogenfenster mit Schlussstein, darüber Fachwerkaufsatz mit breiten Eckständern; Gebäude bez. 1842, im Kern wohl älter, im 20. Jh. u.a. Einbau von Garagen, Dachausbau mit Gauben, Erneuerung der Fenster. Geschützt nach §§ Prüffall DSchG | BW |
| Weitere Bilder | Wohnhaus, ehemals Wohnstallhaus                                                              | Harnischgasse 6 (Flst.Nr. 0-129) (Karte)                                 |             | Traufständiges, dreigeschossiges Gebäude mit Satteldach mit Gaube, das EG und das erste OG massiv, darüber Fachwerkaufbau, schlichte Putzfassade, im EG ehemaliger Stallbereich erkennbar, mit kleinen Fensterformaten und mittig liegendem Hauseingang mit Scheitelstein (bez. 1806), darüber regelmäßig angeordnete, hochformatige Fenster, das letzte Wohngeschoss mit kleinen Fensterformaten, die Fenster mit Läden; das westliche Drittel des Hauses mit tonnengewölbtem Keller; Gebäude 1806 evtl. über älterem Keller neu erbaut, im 20. Jh. überformt (Fassade, Dachausbau, Fenster). Geschützt nach §§ Prüffall DSchG |    |
| Weitere Bilder | Wohnhaus, sogenanntes Haus Kickelhain, seit 1972 Abteilung des Heimatmuseums                 | Harnischgasse 13 (Flst.Nr. 0-38/2, 0-107) (Karte)                        |             | Kleines, freistehendes und dreigeschossiges Giebelhaus mit steilem Satteldach; das EG massiv, verputzt, darüber Fachwerkaufsatz, gegen Süden zweiachsige Fassade, die Fenster mit Läden, an der westlichen Traufseite Hauseingang mit sekundär verwendeter Türe der alten Cäcilienkirche; errichtet 1590/91 (d) über trapezförmigem Grundriss, seit 1972 Abteilung des Heimatmuseums. Das am nördlich davon fließenden Kandelbach errichtete Gebäude bildet zusammen mit dem ebenfalls giebelständigen Nachbarhaus Nr. 15 eine Baugruppe am platzartig aufgeweiteten Kreuzungsbereich der Harnischgasse mit der Ölgasse. Geschützt nach §§ 28 (Gebäude) DSchG |    |
| Weitere Bilder | Wohnhaus, sog. Haus Paschke                                                                  | Harnischgasse 15 (Flst.Nr. 0-38/2, 0-108) (Karte)                        |             | Freistehendes, zweigeschossiges Gebäude mit Satteldach; das EG massiv, verputzt, darüber ein zur westlichen Traufseite (Hauptseite) vorkragendes Fachwerk-OG; im Kern 17./18. Jh., im 19. Jh. umgebaut, ehemals mit jüngerem Vorbau, seit 1980 zugehörig zum Heimatmuseum. Geschützt nach §§ 2 (Gebäude) DSchG |    |
| Weitere Bilder | Wohnhaus                                                                                     | Hauptstraße 11 (Flst.Nr. 0-224-225) (Karte)                              |             | Traufständiger, dreigeschossiger Massivbau mit Mansarddach mit übergiebelten Gauben, neunachsige Putzfassade mit regelmäßig angeordneten Stichbogenfenstern mit Sandsteingewänden mit Scheitelstein; um 1780 unmittelbar am alten Zwinger errichtet, in jüngerer Zeit umfassend saniert, dabei Dachneueindeckung, Entfernung der hölzernen Fensterläden und Umbau des EG. Geschützt nach §§ 28 (Gebäude) DSchG |    |
| Weitere Bilder | Gasthaus Goldener Hirsch                                                                     | Hauptstraße 13 (Flst.Nr. 0-227-228) (Karte)                              |             | Traufständiges, dreigeschossiges Gebäude mit steilem Halbwalmdach, über Gewölbekeller massiv errichtetes EG, die Obergeschosse aus Fachwerk, das Dachwerk von 1479/80 (d) mit Überblattungen; sechsachsige Putzfassade des 18. und 19. Jh., die Fenster mit hölzernen Läden, an der Fassade vergoldeter Hirschkopf; an der Südostecke des Hauses: Bossenquadermauerwerk mit Abfassung (wohl ehemals Torpfeiler der gemeinsamen Zufahrt mit Hauptstraße 15); errichtet im 15. Jh., mit nachträglichen Umgestaltungen des 18./19. Jh., in jüngerer Zeit leicht überformt (u.a. neue Dachdeckung, Herstellung einer zusätzlichen Gaube, Umgestaltung EG). Geschützt nach §§ 2 (Gebäude) DSchG |    |
| Weitere Bilder | Wohnhaus mit zwei Rückgebäuden                                                               | Hauptstraße 15 (Flst.Nr. 0-229) (Karte)                                  |             | Dreigeschossiges verputztes Giebelhaus, teils aus Fachwerk; Vorderhaus im Kern aus zwei älteren Gebäuden bestehend: straßenseitig im Kern auf die Zeit um 1370 zurückzuführen, der rückwärtig anschließende Hausteil 1. H. 15. Jh. erbaut; 1. OG im frühen 19. Jh. umgebaut, 2. OG und Dachstuhl um 1920 erneuert; an der Südwestecke Buckelquader des 14. Jh.; rückwärtig zur Kronengasse hohes Speichergebäude des 18./19. Jh. mit Fachwerkaufsatz. Geschützt nach §§ 2 (Gebäude) DSchG |    |
| Weitere Bilder | Wohn- und Gasthaus Zum Schwert                                                               | Hauptstraße 17 (Flst.Nr. 0-233) (Karte)                                  |             | Giebelständiges, dreigeschossiges Fachwerkhaus mit Satteldach, das EG massiv, die teils über Knaggen vorkragenden Fachwerk-OG mit Zierfiguren, darunter Fußbüge, Fußstreben und eingezapfte, wandhohe überkreuzende Diagonalstreben; in der 1. H. 16. Jh. errichtet, im 20. Jh. u.a. das EG (Gastronomie) baulich verändert. Geschützt nach §§ 28 (Gebäude) DSchG |    |
| Weitere Bilder | Wohnhaus mit Laden                                                                           | Hauptstraße 19 (Flst.Nr. 0-234) (Karte)                                  |             | Giebelständiges, dreigeschossiges Fachwerkhaus mit Schopfwalmdach, das EG massiv, die teils stark vorkragenden Fachwerk-OG mit Zierfiguren, darunter gebogene Andreaskreuze und Fußstreben sowie wandhohe gekreuzte Diagonalstreben, im rückwärtigen Bereich Turm verbaut; im Kern 1616 (an einem trapezförmigen Fenster bez. MDCXIV), im EG baulich verändert (Ladeneinbau), 1996 (bez.) renoviert dabei u.a. Austausch der Fenster. Geschützt nach §§ 28 (Gebäude) DSchG |    |
| Weitere Bilder | Wohn- und Geschäftshaus                                                                      | Hauptstraße 20 (Flst.Nr. 0-397/1) (Karte)                                |             | An drei Seiten freistehendes, zweigeschossiges Giebelhaus unter Halbwalmdach, das am leicht abfallendem Gelände errichtete EG massiv und gegen die Hauptstraße in korbbogige Arkaden gegliedert; evtl. unter Verwendung eines Vorgängerbaus im 18./19. Jh. errichtet und im späten 20. Jh. insgesamt baulich überformt (Ladeneinbau, Dachausbau mit Gauben, Dachneueindeckung, Einbau neuer Fenster u.a.). Geschützt nach §§ Prüffall DSchG |    |
| Weitere Bilder | Wohnhaus                                                                                     | Hauptstraße 21 (Flst.Nr. 0-235) (Karte)                                  |             | das massive EG, die Traufwände und die Rückwand von dem Steinwerk des 14. Jh. erhalten, Torweg mit spitzbogigem Gewände gegen den Hofraum, vorkragende Fachwerk-OG, die hofseitigen Fenstergewände mit Abfasung, das Dachwerk 1575/1576 (d) neu aufgesetzt, die Fassade gegen die Hauptstraße um 1900 im Sinne des Jugendstils neu gestaltet. Das einstige Hinterhaus wird heute unter der Adresse Hauptstraße 23 geführt. Geschützt nach §§ 28 (Gebäude) DSchG |    |
| Weitere Bilder | Rest der Stadtbefestigung, Zwingermauer mit Schalenturm                                      | Hauptstraße 22, (Flst.Nr. 0-396) und entlang Flstnr. 397/1 & 397 (Karte) |             | Aus groben Sandsteinblöcken errichteter Mauerzug, parallel zum alten Stadtgraben bzw. zum heutigen Schmelzweg; im Nordwesten bis knapp zur Hauptstraße hinunterreichend, im Südosten der ehemalige Wachtturm (Schalenturm) in den Mauerverband integriert; der Turm selbst über polygonalem Grundriss errichtet und das Obergeschoss durch jüngere Außentreppe erschlossen. Geschützt nach §§ 28 (Gebäude) DSchG |    |
| Weitere Bilder | Wohnhaus, ehemals Hinterhaus von Nr. 21                                                      | Hauptstraße 23 (Flst.Nr. 0-237) (Karte)                                  |             | Giebelständiges, dreigeschossiges Gebäude mit Satteldach; das EG massiv, an beiden Seiten scharrierte Eckquader und rundbogige Tordurchfahrten, bez. 1616, im EG urspr. Halle mit vier Stützen (von der heutigen Passage aus sichtbar); die Fachwerk-OG gegen die Kronengasse freiliegend (jedoch im EG durch eingeschossigen Anbau teilweise verdeckt) und gegen Süden (gegen den Hof) verputzt; im frühen 17. Jh. errichtet, im 20. Jh. das EG durch Passageneinbau verändert. Geschützt nach §§ 28 (Gebäude) DSchG | BW |
| Weitere Bilder | Doppelwohnhaus mit Seitenflügel (Sachgesamtheit)                                             | Hauptstraße 24 und 26 (Flst.Nr. 0-389-390, 0-394-395) (Karte)            |             | Traufständiges, dreigeschossiges Gebäude mit Mansarddach; das EG massiv, die verputzten Fachwerk-OG vorkragend, bei Gebäude Nr. 26 über gebogenen Kopfbügen (Knaggen); im Innern bis zum 1. OG erhaltenes, spätmittelalterliches Hausgerüst von 1434 (d), 1609 (d) das 2. OG erbaut oder umgebaut, 1781/1784 (d) das Mansarddach aufgebracht, der Seitenflügel 1769 (d) errichtet, im 20. Jh. das EG durch Ladeneinbau überformt, die Fassade, die Fenster, die Dachdeckung samt Gauben ebenfalls jüngeren Datums. Geschützt nach §§ 28 (Gebäude) DSchG |    |
| Weitere Bilder | Wohnhaus, Haus Dudelsack, „Alte Münz“                                                        | Hauptstraße 27 (Flst.Nr. 0-239/1) (Karte)                                |             | Schmales, dreigeschossiges und giebelständiges Gebäude mit Satteldach, massiv errichtet, mit hohem Sockelgeschoss mit Kellerhals, symmetrisch gegliederte Putzfassade mit farbig abgesetzten, segmentbogigen Gewänden, im EG breites Schaufenster mit Sprossengliederung, im 3. Geschoss konsolenartiger, polygonaler Erker; um 1900 errichtet, in jüngerer Zeit Fenster stilecht erneuert. Geschützt nach §§ Prüffall DSchG |    |
| Weitere Bilder | Doppelwohnhaus                                                                               | Hauptstraße 28 und 30 (Flst.Nr. 0-385-389) (Karte)                       |             | Giebelständiges, dreigeschossiges und breit gelagertes Gebäude mit Satteldach, das EG und das 1. OG massiv errichtet, das 2. OG über Balkenköpfen vorkragend mit Zierfachwerk des 17. Jh., im Kern 16./17. Jh., Giebel 1968 nach Brand weitgehend erneuert (abweichend vom Vorgänger), wohl im 19. Jh. die beiden ersten Geschosse massiv erneuert, im 20. Jh. v.a. im EG durch Ladeneinbau baulich überformt. Geschützt nach §§ 28 (Gebäude) DSchG |    |
| Weitere Bilder | Ehemals Gasthaus Zur Krone                                                                   | Hauptstraße 29 (Flst.Nr. 0-242) (Karte)                                  |             | Gegen die Hauptstraße schmaler, dreigeschossiger Massivbau unter Walmdach, einfache Putzfassade mit regelmäßig angeordneten Fensteröffnungen mit Läden, an der Südostecke Wappen mit Krone tragendem Löwen von 1942, die Nordostecke abgerundet und durch Fenster akzentuiert; 1840 errichtet, 1976 Umnutzung für die Stadtverwaltung, dabei Innenstruktur und EG-Öffnungen verändert und Herstellung einer baulichen Verbindung zum alten Rathaus. Geschützt nach §§ 2 (Gebäude) DSchG |    |
| Weitere Bilder | Rathaus                                                                                      | Hauptstraße 29 (Flst.Nr. 0-242) (Karte)                                  |             | Monumentaler, dreigeschossiger Massivbau mit Staffelgiebel und eingezogenem Turm, an der Südseite zweiläufige Freitreppe, die Fassaden und der Turm jeweils verputzt und durch farblich abgesetzte Eckquaderung, Fenstergewände und Ortgang akzentuiert; 1554–1559 unter Verwendung von Teilen der St.-Cäcilia-Kirche als Rathaus errichtet, dabei den um 1300 entstandenen, 1566 erhöhten Kirchturm integriert, ebenso die Kreuzgewölbe der Halle; 1919 Umbauten, 1926 Instandsetzung, 1976/77 das benachbarte Gasthaus Krone in den Verwaltungsbetrieb einbezogen und baulich mit diesem verbunden. Geschützt nach §§ 28 (Gebäude) DSchG |    |
| Weitere Bilder | Wohn- und Geschäftshaus                                                                      | Hauptstraße 31 (Flst.Nr. 0-202) (Karte)                                  |             | In Ecklage zur Kronengasse errichtetes, dreigeschossiges Gebäude mit Satteldach; das EG massiv errichtet, mit segmentbogigen Schaufensteröffnungen, darüber Fachwerkaufsatz (traufseitig verputzt) mit regelmäßig platzierten Stichbogenfenster mit breiten Gewänden und Scheitelsteinen; 18. Jh. mit nachträglichen Überformungen (u.a. Ladeneinbau, Fenstererneuerung). Geschützt nach §§ 28 (Gebäude) DSchG |    |
| Weitere Bilder | Renaissancearkatur, 1600 (bez.)                                                              | Hauptstraße 33 (Flst.Nr. 0-201) (Karte)                                  |             | Renaissancearkatur bestehend aus vier abgefasten und mit bauzeitlichem Dekor versehenen Sandsteinbögen, die Gebäudeecken zusätzlich durch Sandsteinquader betont; die Arkaturbez. 1600, nach 1986 als Relikt des vormaligen Hauses Kapferer (1986 abgebrochen) in den Neubau integriert. Das neue Gebäude, ein viergeschossiges Giebelhaus unter Halbwalmdach mit rekonstruierter Fachwerkfassade. Die Arkatur aus Rotsandstein ist als Relikt des abgegangenen Hauses Kapferer ein Zeugnis für die gehobene soziale Stellung seines Bauherrn und ein Dokument für die Steinmetzkunst der Zeit um 1600. Geschützt nach §§ 2 (Bauteil) DSchG |    |
| Weitere Bilder | Wohn- und Geschäftshaus                                                                      | Hauptstraße 36 (Flst.Nr. 0-366) (Karte)                                  |             | In Ecklage stehendes, dreigeschossiges Gebäude mit Halbwalmdach; das EG mit innen liegender Stahlkonstruktion und umlaufenden Glasfronten, darüber die beiden verputzten Fachwerk-OG mit kräftigen Vorstößen (teils über Knaggen) zur Hauptstraße und zur Löwenbrunnengasse; im Kern frühes 17. Jh., um 1960 bauliche Veränderung u.a. des EG, Dachausbau mit Gauben; damals wohl auch Entfernung des Löwenbrunnens. Der Rücktrakt zweigeschossig, mit massivem Hanggeschoss und verputztem Fachwerkobergeschoss, das Dach zur Frohndbrunnengasse abgewalmt; im Kern wohl 18. Jh./19. Jh., nachträglich v.a. im Hanggeschoss leicht überformt. Der aus zwei Einzelgebäuden bestehende Komplex erstreckt sich auf tiefer Parzelle entlang der gesamten Löwenbrunnengasse. Geschützt nach §§ 28 (Gebäude) DSchG |    |
| Weitere Bilder | Doppelwohnhaus                                                                               | Hauptstraße 37, Kesslergasse 2 (Flst.Nr. 0-150, 0-151/1) (Karte)         |             | Dreigeschossiges Giebelhaus unter Satteldach (teils aufgeschoben), das EG massiv, verputzt, darüber siebenachsige Zierfachwerkfassade mit Mannfiguren, abschnittsweise getrennt abgezimmert, die linke Gebäudehälfte mit Resten eines vierachsigen Erkers, die rechte Hälfte kragt über dem EG stark vor; um 1580 bis 1610 errichtet; nachträglicher Ladeneinbau, in jüngerer Zeit u.a. Fenster erneuert. Geschützt nach §§ 28 (Gebäude) DSchG |    |
| Weitere Bilder | Doppelwohnhaus mit Ladeneinbau                                                               | Hauptstraße 40 (Flst.Nr. 0-364-365) (Karte)                              |             | Dreigeschossiges, breit gelagertes Giebelhaus mit Halbwalmdach, das EG massiv mit spätbarockem Sandsteinportal, darüber (gegen die Hauptstraße verputzter) über Steinkonsolen vorkragender Fachwerkaufsatz mit regelmäßiger Fenstergliederung, die Fenster mit Läden, im Giebel Fensterband; um 1760 wohl über älterem Kern weitgehend neu errichtet, nach 1968 Portal aus der Mitte versetzt und Herstellung eines Schaufensters samt Anbringung einer Fassadenverkleidung, in jüngerer Zeit Fenster erneuert und Errichtung einer hölzernen Außentreppe gegen den Synagogenplatz. Geschützt nach §§ 28 (Gebäude) DSchG |    |
| Weitere Bilder | Wohnhaus, vermutlich ehemals Salzlager                                                       | Hauptstraße 42 (Flst.Nr. 0-362) (Karte)                                  |             | An drei Seiten freistehendes, nur zweiachsiges und dreigeschossiges Giebelhaus mit steilem Satteldach, das EG massiv aus Rotsandstein errichtet (ersetzte den urspr. Holzbau), die beiden Fachwerk-OG mit teils kräftigen Vorstößen, die Giebel zeigen die Spitzständerkonstruktion des Daches mit durchlaufendem Firstständer an; am Türpfosten des traufseitigem Hauseingangs sog. Mesusa erhalten (= Einkerbung für Schriftkapsel); 1424/1425 (d) errichtet, wohl im 18. Jh. EG massiv erneuert, in jüngerer Zeit modernisiert (Fenster, Dachdeckung, Ladenlokal). Das zentral gelegene Fachwerkgebäude ist von hohem exemplarischem Wert als ehemaliges Händlerhaus. Die Mesusa ist von hohem Zeugniswert für die von 1297 bis 1938 mit Unterbrechung in Mosbach bestehende jüdische Gemeinde. Unweit dieses Gebäudes lag außer der Synagoge eine Reihe weiterer Häuser jüdischer Händler (u.a. Textilgeschäft Hauptstraße 25, Neubau 1960er Jahre). Geschützt nach §§ 28 (Gebäude) DSchG |    |
| Weitere Bilder | Wohn- und Geschäftshaus                                                                      | Hauptstraße 43 (Flst.Nr. 0-145) (Karte)                                  |             | In Ecklage stehendes, zweigeschossiges Giebelhaus mit Satteldach, das EG massiv aus Rotstein, die Wohngeschosse in Fachwerk errichtet mit Diagonalstreben, Andreaskreuzen und K-Streben; errichtet wohl im 17. Jh., 1747 Umbau, um 1900 Umbau der Ladenzone (Sandstein) in Formen des Jugendstils, 1985 Abbruch des rückwärtigen Hausteils, in jüngerer Zeit in Teilen überformt (Fenster, Dachausbau mit Gauben, Dachdeckung u.a.). Geschützt nach §§ Prüffall DSchG |    |
| Weitere Bilder | Wohn- und Geschäftshaus                                                                      | Hauptstraße 44 (Flst.Nr. 0-353) (Karte)                                  |             | Dreiseitig freistehendes, viergeschossiges Traufenhaus mit einem angewinkelten Seitentrakt zum Synagogenplatz, das EG (Betonkonstruktion von 1969) und das 1. OG (mit Fenstergliederung des 19. Jh.) massiv, darüber Fachwerkaufbau mit reich profilierten Schwellbalken, Mann-Figuren und Eckständer; errichtet 1621 (bez.), im 19./20. Jh. in Teilen umgestaltet (Rundbogenarkaden, 1. OG) zudem Erneuerung der Fenster, neue Dachdeckung u.a. Geschützt nach §§ 28 (Gebäude) DSchG |    |
| Weitere Bilder | Wohnhaus mit Seitenflügel zur Hospitalgasse                                                  | Hauptstraße 45 (Flst.Nr. 0-138-139) (Karte)                              |             | Giebelständiges, dreigeschossiges Gebäude mit Halbwalmdach, das EG massiv, darüber Fachwerkaufbau, die Putzfassade mit regelmäßig platzierten Stichbogenfenstern, die Gewände mit Schlusssteinen; wohl über altem Kern im 18. Jh. weitgehend neu errichtet, Ladenzone seit den 1940/50er Jahren aufgebrochen, in jüngster Zeit Gebäude an der Hauptstraße saniert (Fassade, Fenster u. a.). Dreigeschossiger Seitenflügel zur Hospitalgasse bis auf das EG aus verputztem Fachwerk errichtet, die OG über spätmittelalterlicher Sandsteinkonsole auskragend, das Allianzwappen aus Sandstein stark verwittert; im Kern wohl 16./17. Jh. mit baulichen Veränderungen des 18. Jh. ff. (u.a. Schopfwalmdächer, Fassade, Öffnungen). Geschützt nach §§ 28 (Gebäude) DSchG |    |
| Weitere Bilder | Wohnhaus, sog. Palm’sches Haus                                                               | Hauptstraße 46, 48 (Flst.Nr. 0-6) (Karte)                                |             | In Ecklage zum Marktplatz stehendes, viergeschossiges Gebäude mit steilem Walmdach mit Gauben, das EG massiv mit Rundbogenarkatur und profilierter Eckkonsole, darüber dreigeschossiger Eckerker, der Erker und die drei Obergeschosse mit leichten Vorstößen und variationsreichen Zierformen (Mannfigur, Rauten, genaste und gebogene Vierkreishölzer) und reichem Schnitzwerk (Rosetten, Pilaster); 1610 (bez.) für die Familie Schragmüller errichtet, um 1900 Herstellung der Arkatur, 1981/1982 Gebäuderestaurierung. Geschützt nach §§ 28 (Gebäude) DSchG |    |
| Weitere Bilder | Wohnhaus, vielleicht Doppelwohnhaus                                                          | Hauptstraße 47 (Flst.Nr. 0-138) (Karte)                                  |             | Dreigeschossiges Gebäude in Ecklage mit Krüppelwalmdach, das Erdgeschoss massiv, verputzt, darüber die OG in Fachwerk errichtet mit breitem Giebel gegen die Hauptstraße, die Wohn- und die Giebelgeschosse über profilierten Schwellen leicht vorkragend, fußzonige und kopfzonige Figuren (Mann, gebogene Brüstungshölzer mit Nasen, Andreaskreuze), zweigeschossiger Eckerker über Steinkonsole; zur Hospitalgasse Kellerhals, darüber ein Schmuckstein (bez. 1799); Anfang des 17. Jh. errichtet. Gegen die Hospitalgasse dreigeschossiger Seitentrakt, ebenfalls mit massivem Erd- und Fachwerkobergeschossen errichtet, wohl Ende 18./Anfang 19. Jh. Geschützt nach §§ 28 (Gebäude) DSchG |    |
| Weitere Bilder | Wohn- und Geschäftshaus, ehemals Spitalkapelle (vgl. Spital, Hospitalgasse 4)                | Hauptstraße 49 (Karte)                                                   |             | Die ehem. Kapelle mit schmalem Langhaus mit dreiseitig geschlossenem Chor und zeltdachartigem Dach über dem ehem. Chorraum; massiv errichtet, verputzt, an der westlichen Giebelseite spitzbogige Fenstergewände, die nachträglich hergestellten Fensteröffnungen mit spätbarocken Gewänden; im Chor Wandmalereien (Passionsszenen) aus der Mitte des 15. Jh. erhalten (1960 freigelegt); errichtet in der 1. H. 15. Jh., wohl schon im späten 18. Jh. profaniert und der ehem. Chorbereich als Treppenhaus genutzt, gegen die Hauptstraße Herstellung eines Torbogens, daneben Jahreszahl 1603, Ende 19./Anfang 20. Jh. Umnutzung als Geschäftslokal dabei u.a. Herstellung eines Schaufensters und im EG bauliche Zusammenlegung mit Hauptstraße 51. Geschützt nach §§ 2 (Gebäude) DSchG |    |
| Weitere Bilder | Doppelwohnhaus                                                                               | Hauptstraße 50 und 52 (Karte)                                            |             | Traufständiges, viergeschossiges Gebäude mit Satteldach, bis auf das EG aus Fachwerk errichtet, verputzt, das 2. OG stark vorstoßend und durch ein Gurtgesims vom 3. OG getrennt, dieses wiederum von einem reich profiliertem Traufgesims abgeschlossen; im 1. Viertel des 17. Jh. errichtet, im 18. Jh. überarbeitet und im 20. Jh. das EG durch Ladeneinbau baulich verändert. Geschützt nach §§ 2 (Gebäude) DSchG |    |
| Weitere Bilder | Wohnhaus, später auch Gasthaus                                                               | Hauptstraße 51 (Flst.Nr. 0-120) (Karte)                                  |             | Anwesen aus drei Häusern bestehend: an der Hauptstraße liegend das giebelständige, dreigeschossige Vorderhaus mit Satteldach, das EG massiv, darüber Fachwerkaufbau mit Verblattungen und Verzapfungen von 1509/10 (d); das zweigeschossige Hinterhaus von 1548/49 (d) in jüngerer Zeit weitgehend modernisiert; wiederum an der Hauptstraße liegend das dreigeschossige Traufenhaus mit nachträglich ausgebautem Satteldach, err. 1356/57 (d) als giebelständiges Haus, die in klassizistischen Formen gestaltete Gaststube 1992 aufgegeben; die Gebäude gg. die Hauptstraße mit Sandstein-Ladenzone in jüngerer Zeit neu gestaltet. Geschützt nach §§ 28 (Gebäude) DSchG |    |
| Weitere Bilder | Wohnhaus                                                                                     | Hauptstraße 53 (Flst.Nr. 0-118-119) (Karte)                              |             | In Ecklage zur Ölgasse stehendes, dreigeschossiges Gebäude mit Satteldach mit zweifach stehendem Dachstuhl mit verblatteten Verbindungen; das EG massiv, die OG in Fachwerk errichtet, verputzt, das 2. OG über Knaggen vorstoßend, Giebel zur Hauptstraße urspr. vorkragend und unter Beibehaltung des bauzeitlichen Gerüsts nachträglich zurückgesetzt; der vordere Hausteil 1497 (d) errichtet, der rückwärtige 1727/28 (d), im 20. Jh. das EG durch Ladeneinbau baulich verändert, zudem Fassade, Fenster und Dach (Herstellung Gaubenband) überformt. Geschützt nach §§ 2 (Gebäude) DSchG |    |
| Weitere Bilder | Wohnhaus                                                                                     | Hauptstraße 54 (Flst.Nr. 0-11) (Karte)                                   |             | Giebelständiges, dreigeschossiges Gebäude mit Satteldach, das EG massiv, die OG und Giebel aus Fachwerk errichtet, verputzt, mit leichten Vorstößen und durch Schindeln verkleidet, die hohen Rechteckfenster mit Klappläden, urspr. zwischen 1. und 2. OG abgestützter Aborterker an der rechten Traufseite; im späten 18. Jh. errichtet, im 19. und 20. Jh. Umbauten v.a. im EG. Geschützt nach §§ 2 (Gebäude) DSchG |    |
| Weitere Bilder | Wohn- und Geschäftshaus                                                                      | Hauptstraße 55 (Flst.Nr. 0-116) (Karte)                                  |             | In Ecklage zur Ölgasse stehender, dreigeschossiger Massivbau mit turmartig überhöhtem Eckbau und zweigeschossigem Erker; EG und Erker mit Rustizierung (plastisch und gemalt), Eckaufsatz in Jugendstil-Fachwerk mit geschweiftem Pyramidendach; errichtet um 1900 in historistischen Formen. Geschützt nach §§ 2 (Gebäude) DSchG |    |
| Weitere Bilder | Wohnhaus                                                                                     | Hauptstraße 57 (Flst.Nr. 0-115) (Karte)                                  |             | Giebelständiges, dreigeschossiges Gebäude mit Satteldach; das EG massiv, über zwei Steinkonsolen Fachwerkgeschosse ohne Vorsprünge mit symmetrisch angeordneten Figuren (Andreaskreuze, Streben), die geschwungenen Hölzer im Giebel vom Jugendstil beeinflusst; 1791 (i) errichtet, Ladenzone Ende 19. Jh. eingebaut mit gusseiserne Säulen als Eingangsportal, Giebel um 1900 verändert, in jüngerer Zeit Fenster erneuert. Geschützt nach §§ 2 (Gebäude) DSchG |    |
| Weitere Bilder | Wohn- und Gasthaus Lamm                                                                      | Hauptstraße 59 (Flst.Nr. 0-38/1, 0-100) (Karte)                          |             | In Ecklage zur Harnischgasse stehendes, breit gelagertes und dreigeschossiges Giebelhaus mit Satteldach; massives EG, darüber kräftig vorstoßende Fachwerk-OG über Knaggen mit symmetrisch angeordneten Schwelle-Ständer-Streben; errichtet in der 1. H. 16. Jh., das Dach wohl mit baulichen Veränderungen des 17. Jh., im 20. Jh. Neugestaltung der Ladenzone, Dachausbau, Erneuerung der Fenster, Installation des Auslegers (1980er Jahre) u.a. Geschützt nach §§ 28 (Gebäude) DSchG |    |
| Weitere Bilder | Wohnhaus (Färberhaus)                                                                        | Hauptstraße 61 (Karte)                                                   |             | In Ecklage zur Harnischgasse stehendes, breit gelagertes und dreigeschossiges Giebelhaus mit Halbwalmdach; das Hang- und das Erdgeschoss massiv, verputzt, mit Steinkonsolen und Kellerhals gegen die Gasse, ebenfalls traufseitig angebracht ein Wappenstein mit Brezel (bez. 1545), die vorstoßenden OG mit typischen Figuren des 16. Jh. (Mann, Andreaskreuze), das 1. OG urspr. mit durchlaufendem Fensterband; am Buckelquader bez. 1529, errichtet 1545 (d) unter Einbezug älterer Bauteile, der östliche Hausteil in der 2. H. des 19. Jh. entstanden, im 20. Jh. Herstellung der Ladenzone im EG. Geschützt nach §§ 28 (Gebäude) DSchG |    |
| Weitere Bilder | Wohnhaus                                                                                     | Hauptstraße 64 (Flst.Nr. 0-18) (Karte)                                   |             | Traufständiges, dreigeschossiges Gebäude mit Mansardgiebeldach mit kleinen spitzgiebeligen Gauben; das EG massiv, mit seitlichem Hauseingang und ehem. Tordurchfahrt, darüber verputzter Fachwerkaufbau mit leichtem Vorstoß zwischen dem 1. und 2. OG; neben dem korbbogigen Torbogen herzförmiger Wappenstein mit Inschrift, Handwerkszeichen und Baudatum; 1818 für den Handelsmann, Konditor und Bürgermeister Franz Isaac Deetken (bez.) errichtet, im 20. Jh. Ladeneinbau in das EG, dabei Durchfahrt zugesetzt. Geschützt nach §§ 28 (Gebäude) DSchG |    |
| Weitere Bilder | Wohn- und Gasthaus Zum Odenwald                                                              | Hauptstraße 65 (Flst.Nr. 0-1075-1076) (Karte)                            |             | Zweigeschossiges Traufenhaus mit Halbwalmdach; das massive EG von Eckpilastern eingefasst, mittig charakteristisches Portal des „Louis Seize“ mit Zopfgirlanden, die Rechteckfenster in Sandsteingewänden, das verputzte Fachwerk-OG schlicht durch regelmäßige Fensterachsen gestaltet; ebenfalls zur Sachgesamtheit zugehörig ist die Einfriedungsmauer; laut Denkmalliste errichtet im späten 18. Jh., wohl nach 1900 Herstellung des seitlichen, eingeschossigen Anbaus, im 20. das Gebäude insgesamt leicht überformt (Fassade, Fenster, Dachdeckung). Geschützt nach §§ 28 (Gebäude) DSchG |    |
| Weitere Bilder | Wohn- und Geschäftshaus                                                                      | Hauptstraße 66 und 68 (Flst.Nr. 0-19-20) (Karte)                         |             | Giebelständiges, dreigeschossiges und über zwei Parzellen errichtetes Giebelhaus mit Satteldach; über dem massiven EG die Fachwerkgeschosse vorstoßend, mit Zierfiguren (wandhohe Diagonalkreuze, geschweifte Brüstungshölzer); errichtet 1514 (d), im 20. Jh. Ladeneinbau im EG, in jüngerer Zeit die Fenster in den Wohngeschossen in einer dem Bestand angepassten Weise erneuert. Geschützt nach §§ 28 (Gebäude) DSchG |    |
| Weitere Bilder | Obere Torhäuser                                                                              | Hauptstraße 67 und 94 (Flst.Nr. 0-798, 0-1074) (Karte)                   |             | Zwei gegenüberliegende Massivbauten von zwei Geschossen unter Satteldach mit kräftigem, kassettiertem Traufgesims und urspr. mit durchlaufendem Fußwalm; den Trauffassaden jeweils ein über dorischen Säulen stehender, verglaster Altan vorgesetzt, zudem gliederndes, glattes Gurtgesims und symmetrische Fensteranordnung (ehem. mit Klappläden), im nördlichen Torhaus Doppelfenster; um 1830 nach Einlegung des alten Stadttores errichtet. Geschützt nach §§ 28 (Gebäude) DSchG |    |
| Weitere Bilder | Wohnhaus                                                                                     | Hauptstraße 70 (Flst.Nr. 0-20-21) (Karte)                                |             | Giebelständiges, dreigeschossiges Gebäude mit Satteldach; das EG massiv, darüber das 1. und 2. Fachwerk-OG mit leichten Vorstößen, profilierten Schwellen und einer streng symmetrischen Anordnung von K-Streben und Andreaskreuzen, die dicht gereihten Fenster mit vorgesetzten Rahmen; Querhaus mit Durchgang zum Kirchplatz; das Wohnhaus samt Querhaus errichtet 1732 (i), im 20. Jh. Einbau eines Ladens bzw. eines Cafés ins EG, in jüngerer Zeit die Fenster in den Wohngeschossen in einer dem Bestand angepassten Weise erneuert. Geschützt nach §§ 28 (Gebäude) DSchG |    |
| Weitere Bilder | Doppelwohnhaus                                                                               | Hauptstraße 72 (Flst.Nr. 0-22) (Karte)                                   |             | Giebelständiges, dreigeschossiges Gebäude mit Satteldach; das EG massiv, das 1. und 2. Fachwerk-OG mit kräftigen Vorsprüngen über Balkenköpfen, geschnitzte Knaggen, im Giebel gebogene Hölzer, die Ladenfassade aus Sandstein mit Pilastergliederung und profilierter Portalrahmung; vermutlich unter Einbeziehung älterer Bauteile 1737 errichtet, im 20. Jh. die Ladenfassade wohl in Teilen überarbeitet, in jüngerer Zeit die Fenster und die Dachdeckung erneuert. Geschützt nach §§ 28 (Gebäude) DSchG |    |
| Weitere Bilder | Wohnhaus mit Laden                                                                           | Hauptstraße 76 (Flst.Nr. 0-24) (Karte)                                   |             | Großes dreigeschossiges Traufeneckhaus mit Halbwalmdach; das EG massiv mit bauzeitlicher rundbogiger Tordurchfahrt und Ladenfenster zur Schwanengasse, am Portal Hausmarke bez. 1656, die Fachwerk-OG auf großen Steinkonsolen stark vorkragend, das 2. OG über Balkenköpfen zur Schwanengasse vorkragend, zeittypische Mann-Figuren und Andreaskreuze; 1656 errichtet, wohl im 18. Jh. Herstellung des Halbwalmdaches, im 20. Jh. EG durch Ladeneinbau weitgehend verändert, nach 1976 Dachausbau mit Gauben, in jüngerer Zeit Austausch der Fenster. Geschützt nach §§ 28 (Gebäude) DSchG |    |
| Weitere Bilder | Wohnhaus und ehem. Bäckerei, ehem. Stifts-, Herren- oder Pfaffenmühle                        | Hauptstraße 78 (Flst.Nr. 0-37) (Karte)                                   |             | Giebelständiges, viergeschossiges Haupthaus mit Satteldach; das EG massiv mit genuteten Eckpfosten mit Hausmarke mit Brezel (bez. 1861), das 1. und 2. Fachwerk-OG mit Zierfiguren des 16. Jh., das 3. OG urspr. reines Lagergeschoss; verzapfter großteils liegender Dachstuhl mit Verwendung älterer Hölzer von 1432/33 (d); das Gebäude in seiner heutigen Gestalt errichtet 1592/1593 (d), das EG und die Fenster erneuert. Das dazugehörige rückwärtige, zweigeschossige Traufenhaus mit Satteldach, das EG massiv errichtet mit Tordurchfahrt (bez. 1764), Kellerbogen und zugesetzter Fensteröffnung mit renaissancezeitlichem Gewände, darüber verputzter Fachwerkaufbau (wohl 1764). Geschützt nach §§ 28 (Gebäude) DSchG |    |
| Weitere Bilder | Wohnhaus mit Laden                                                                           | Hauptstraße 80 (Flst.Nr. 0-40) (Karte)                                   |             | An zwei Seiten freistehendes, giebelständiges und dreigeschossiges Gebäude mit Satteldach; das EG massiv, die nicht vorkragenden Fachwerk-OG und der Giebel von einer dichten, symmetrischen Anwendung von Andreaskreuzen geprägt, Fassade gegen die Hauptstraße regelmäßig durchfenstert; errichtet um 1800, das EG in jüngerer Zeit massiv erneuert mit segmentbogigen Öffnungen, zudem Austausch der Fenster. Geschützt nach §§ 2 (Gebäude) DSchG |    |
| Weitere Bilder | Wohnhaus mit Laden, ehem. Gasthaus Engel                                                     | Hauptstraße 82 (Flst.Nr. 0-41) (Karte)                                   |             | Giebelständiges, dreigeschossiges Gebäude mit Satteldach; das EG massiv mit Sandsteinverkleidung in Jugendstilformen, darüber kräftig vorkragende OG aus Fachwerk mit einfachen Figuren, mittig ein polygonaler Erker mit gedrechselten Eckpfeilern, vermutlich im späten 19. Jh. ergänzt; errichtet im 18. Jh., das EG um 1900 neu gestaltet, in jüngerer Zeit u.a. Austausch der Fenster. Geschützt nach §§ 2 (Gebäude) DSchG |    |
| Weitere Bilder | Wohnhaus mit Geschäftslokal                                                                  | Hauptstraße 84 (Flst.Nr. 0-42) (Karte)                                   |             | Giebelständiges, dreigeschossiges Gebäude mit Satteldach; das EG und das 1. OG massiv errichtet und verputzt, Öffnungen im EG mit Sandsteinrahmungen, die Fenster darüber mit Klappläden, im 2. OG und am Giebel vorgeblendete Zierfachwerkfront in Jugendstilformen; errichtet im 19. Jh. bzw. um 1900, das Erdgeschoss durch Einbau einer Bankfiliale modern (wenn auch in angepasster Form) überformt. Geschützt nach §§ 2 (Gebäude) DSchG |    |
| Weitere Bilder | Wohnhaus mit Laden                                                                           | Hauptstraße 86 (Flst.Nr. 0-39, 0-43-44) (Karte)                          |             | In Ecklage stehendes, dreigeschossiges Giebelhaus mit Satteldach; das EG massiv in Bruchstein errichtet mit glatten, blockhaften Fenstergewänden, die aufgehenden Fachwerk-OG im älteren 1. OG mit konstruktivem Fachwerk, das 2. OG und der Giebel (nach 1908) mit Zierfachwerk im Sinne des Jugendstil gestaltet; im 2. OG rückwärtiger, dreiachsiger Erker; Gebäude unter Einbeziehung eines Turmes im 18./19. Jh. errichtet und nach 1908 um ein Geschoss aufgestockt, in jüngerer Zeit die Fenster erneuert u.a. Geschützt nach §§ 2 (Gebäude) DSchG |    |
|                | Wohnhaus mit Gastronomie, evtl. ehem. Doppelhaus                                             | Hauptstraße 90 (Flst.Nr. 0-71) (Karte)                                   |             | Zweigeschossiges, breit gelagertes Giebelhaus unter Halbwalmdach mit großem Zwerchhaus gegen Norden; das EG massiv, darüber Fachwerkaufbau mit Vorstößen und symmetrisch angeordneten Fachwerkfiguren (K-Streben, Andreaskreuze); errichtet wohl in der 2. Hälfte des 19. Jh., 1970 Herstellung der breiten EG-Öffnungen, in jüngerer Zeit die Fenster in einer dem Bestand angepassten Weise erneuert. Geschützt nach §§ 28 (Gebäude) DSchG | BW |
| Weitere Bilder | Wohnhaus mit Ökonomie                                                                        | Heissensteingasse 1 (Flst.Nr. 0-296) (Karte)                             |             | Traufständiges, zweigeschossiges Gebäude mit Satteldach; das EG massiv, darüber Fachwerk-OG, einfache Putzfassade mit alten Fensterformaten im OG, im Sockel Schiebestein am Kellerfenster; das Gebäude wohl in Teilen noch aus dem 16. Jh. stammend, jedoch nachträglich überformt (Fassade, Fenster, Eingangstüre u.a.). Das nach Südwesten anschließende eingeschossige Ökonomiegebäude massiv in rotem Bruchsandstein errichtet, mit breitem Scheunentor, quadratischem Steingewändefenster mit eisernen Gitterstäben (16. Jh.?) und breitem Traufgesims; evtl. zusammen mit dem Haupthaus errichtet und im 19./20. Jh. in Teilen verändert. Geschützt nach §§ Prüffall DSchG |    |
| Weitere Bilder | Wohnhaus                                                                                     | Heissensteingasse 4 (Flst.Nr. 0-302) (Karte)                             |             | Traufständiges, zweigeschossiges Gebäude mit Satteldach mit breitem Zwerchhaus gegen die Gasse; das Kellergeschoss massiv errichtet, mit Kellerzugang, darüber verputzter Fachwerkaufbau mit einstigem, leichtem Vorstoß zwischen dem 1. und 2. OG und seitlicher Knagge, abschließend breites Traufgesims, erschlossen über einläufige Außentreppe; im Kern wohl 17./18. Jh., im 19. Jh. Dachausbau, im 20. Jh. überformt (Fassade, Fenster, Dachdeckung u.a.). Geschützt nach §§ Prüffall DSchG |    |
| Weitere Bilder | Wohnhaus                                                                                     | Heissensteingasse 6 (Flst.Nr. 0-303) (Karte)                             |             | Traufständiges, zweigeschossiges Gebäude mit Satteldach; das Kellergeschoss und das 1. OG massiv, Kellergeschoss mit Kellerzugang und kleinem Rechteckfenster, das 2. OG in Fachwerk errichtet, die Fassade verputzt, abschließend profiliertes Traufgesims, der Wohnbereich über einläufige Außentreppe erschlossen; rückwärtig Schuppenanbau unter Schleppdach; Wohngebäude bez. 1786, im 20. Jh. leicht überformt (Fassade, Fenster, Dachdeckung u.a.). Geschützt nach §§ 2 (Gebäude) DSchG |    |
| Weitere Bilder | Wohnhaus, ehemals Wohnstallhaus                                                              | Heissensteingasse 7 (Flst.Nr. 0-293) (Karte)                             |             | Traufständiges, zweigeschossiges und schmales Gebäude mit Satteldach; gegen die tiefer liegende Badgasse das Hanggeschoss aus großen Sandsteinquadern massiv errichtet, hier Oberlichtportal mit Hausmarke, bez. 1799; das erste Wohngeschoss ebenfalls massiv, das 2. OG in Fachwerk errichtet, verputzt und gegen die Badgasse leicht vorstoßend; errichtet 1799, im 19./20. Jh. in Teilen überformt (Fassade, Fenster, Eingangstüre, Dachausbau mit Gaube u.a.). Geschützt nach §§ Prüffall DSchG |    |
| Weitere Bilder | Wohnstallhaus                                                                                | Heissensteingasse 9 (Flst.Nr. 0-292) (Karte)                             |             | Traufständiges, zweigeschossiges und schmales Gebäude mit Satteldach mit nachträglicher Gaube; das Hanggeschoss mit Stallbereich gegen die Badgasse sowie der Sockel und Teile des ersten Wohngeschosses massiv, sonst in Fachwerk errichtet und nachträglich verkleidet, der Nordgiebel verbrettert, gegen die Heissensteingasse schmaler Hauseingang, die Fenster in beiden Geschossen mit alten Formaten; wohl im späten 18. Jh. errichtet und im 20. Jh. die Fassade überformt, zudem Dachausbau mit Gaube und Erneuerung der Fenster. Geschützt nach §§ Prüffall DSchG |    |
| Weitere Bilder | Wohnhaus                                                                                     | Heissensteingasse 10 (Flst.Nr. 0-307) (Karte)                            |             | Kleines, in starker Hanglage stehendes Gebäude mit auffälligem Spitzgiebel und zweigeschossigem Vorbau unter Walmdach mit kleiner Gaube; der Sockel massiv errichtet, die Wohngeschosse aus konstruktivem Fachwerk, die Seitenfassade zur Heissensteingasse weitgehend fensterlos, an der zweiachsigen Stirnseite des jüngeren Vorbaus Hauseingang unterhalb des Gassenniveaus, daneben Hausmarke aus Sandstein; errichtet um 1600, der Vorbau wohl 18./frühes 19. Jh., im 20. Jh. Fenster, Haustüre sowie das Fachwerk erneuert (stark vereinfacht). Geschützt nach §§ 28 (Gebäude) DSchG |    |
| Weitere Bilder | Wohnhaus mit Stall                                                                           | Heissensteingasse 12 (Flst.Nr. 0-306) (Karte)                            |             | In Hanglage stehendes Traufenhaus mit Satteldach, gegen den östlichen Abschnitt der Heissensteingasse (in Richtung der ehem. Stadtmauer) eingeschossig, gegen den westlichen Abschnitt dreigeschossig; das Hang- und das Sockelgeschoss massiv, darüber Fachwerkaufbau, einfache Putzfassade mit unterschiedlichen Fensterformaten und Gewänden (teils 19. Jh.); wohl im 18. Jh. errichtet und im 19. und 20. Jh. in Teilen überformt (Fassade, Öffnungen, Dachausbau mit Gauben). Geschützt nach §§ 2 (Gebäude) DSchG |    |
| Weitere Bilder | Wohnhaus                                                                                     | Heugasse 1 (Flst.Nr. 0-285) (Karte)                                      |             | Giebelständiges, dreigeschossiges Gebäude mit Satteldach; das Sockelgeschoss mit Kellerhals sowie das erste Geschoss massiv, mit klassizistischer Haustüre mit Oberlicht; darüber jeweils über (Stein-)Konsolen vorstoßend der verputzte Fachwerkaufbau mit symmetrisch angeordneten, gekoppelten Fensteröffnungen; 1584 (i) errichtet und 1862 (i) umgebaut, in jüngerer Zeit Fenster ausgetauscht bzw. die Öffnung im EG verändert. Geschützt nach §§ 28 (Gebäude) DSchG |    |
| Weitere Bilder | Wohnhaus                                                                                     | Heugasse 3 (Karte)                                                       |             | Giebelständiges, dreigeschossiges Gebäude mit Satteldach; das EG massiv, darüber die Fachwerk-OG einmal vorkragend, die Fenstergruppierung verweist auf eine Stube-Kammer-Teilung; einfache Putzfassade, im EG Rundbogengewände und Türgewände aus Sandstein; wohl bestehendes Gebäude 1767 (bez.) in Teilen neu errichtet, im 19./20. Jh. umgebaut. Geschützt nach §§ Prüffall DSchG |    |
| Weitere Bilder | Wohnhaus                                                                                     | Heugasse 5 (Karte)                                                       |             | Giebelständiges, zweigeschossiges Gebäude mit Satteldach, das EG massiv, das OG in Fachwerk errichtet; einfache Putzfassade mit breitem Hauseingang mit historistischer Eingangstüre und bandartig angeordneten, annähernd quadratischen Fensteröffnungen; wohl 18./19. Jh., nachträglich die Nordfassade verkleidet und Austausch der Fenster. Geschützt nach §§ 2 (Gebäude) DSchG |    |
| Weitere Bilder | Wohnhaus                                                                                     | Heugasse 13 (Karte)                                                      |             | An drei Seiten freistehendes und gegen die Heugasse giebelständiges, zweigeschossiges Gebäude mit Halbwalmdach; das Sockel- und das Erdgeschoss massiv, mit kleiner Luke zum Keller und giebelseitigem Eingang, das OG und der Giebel jeweils vorstoßend; um 1513 (d) errichtet, das Dach vollständig erneuert, ebenso die innere Gebäudestruktur (wohl 1. Hälfte 20. Jh.), in jüngerer Zeit Fenster ausgetauscht, Dachneueindeckung. Geschützt nach §§ 2 (Gebäude) DSchG |    |
| Weitere Bilder | Altes Hospital mit ehem. Ökonomie, heute Heimatmuseum                                        | Hospitalgasse 4, Hauptstraße 49 (Flst.Nr. 0-122, 0-122/1) (Karte)        |             | Traufständiges, dreigeschossiges Gebäude mit dreigeschossigem Satteldach; über einem hohen, massiven Sockel- bzw. Erdgeschoss die Fachwerk-OG aufsitzend, das Fachwerk von symmetrisch angeordneten, angeblatteten Fußbändern mit herausstehenden Holznägeln geprägt, im Giebel Freigespärre, 1464/65 (d) errichtet; im 20. Jh. Umnutzung für Stadtbücherei und Heimatmuseum; zugehörig die Durchfahrtsscheune zur Ölgasse, die Torpfeiler zur Hospitalgasse, der Fachwerkübergang zur Spitalkapelle sowie diese selbst); die Durchfahrtsscheune mit massivem EG und Aufsatz aus konstruktivem Fachwerk (weitgehend 19. Jh.). Geschützt nach §§ 28 (Sachgesamtheit) DSchG |    |
| Weitere Bilder | Wohnhaus mit Laden                                                                           | Hospitalgasse 5 (Flst.Nr. 0-175) (Karte)                                 |             | An drei Seiten freistehendes, dreigeschossiges Traufenhaus mit weit auskragendem Walmdach; das EG und das 1. OG massiv, darüber Fachwerkaufbau mit weit unter dem Dach sitzenden Fenstern, einfache Putzfassade mit gleichmäßiger Fensteranordnung, die Fenster mit kräftigen Sohlbänken und Holzläden, am Dachwalm zur Hospitalgasse Aufzugsgaube; errichtet Mitte des 19. Jahrhunderts, in der 2. Hälfte des 20. Jh. Herstellung der vitrinenartigen Schaufenster. Geschützt nach §§ Prüffall DSchG |    |
| Weitere Bilder | Wohnhaus mit rückwärtigem Ökonomiegebäude                                                    | Hospitalgasse 6 (Flst.Nr. 0-127, 0-127/1) (Karte)                        |             | Das Wohnhaus, ein dreigeschossiges, giebelständiges Gebäude mit Satteldach; das EG massiv mit gekoppeltem Fenster mit gekehltem Gewände und Rundbogenportal (bez. 1609), darüber Zierfachwerkaufsatz mit leichten Vorstößen bzw. mit K-Streben und reichen Brüstungsmustern; errichtet wohl 1609, das Fachwerk-OG 1767 (bez. im Eckständer) erneuert, im 20. Jh. das EG zum Teil modern überformt. das ehem. Ökonomiegebäude, ein zweigeschossiges, zum Hof des alten Hospitals traufständiges Gebäude mit Satteldach, das EG massiv mit Hauseingang, darüber Aufsatz aus konstruktivem Fachwerk, 19. Jh. Geschützt nach §§ 28 (Gebäude) DSchG |    |
| Weitere Bilder | Wohnhaus, ehemals Handwerkerhaus                                                             | Hospitalgasse 10 (Flst.Nr. 0-128) (Karte)                                |             | Dreiseitig freistehendes, dreigeschossiges Gebäude mit Satteldach, das EG massiv, die OG aus verputzten Fachwerk, das 1. OG auf profilierten Steinkonsolen, das 2. OG und die Giebeletagen auf Knaggen jeweils leicht vorstoßend; einfache Putzfassade, im EG zwei Eingänge, einer davon mit Hausmarke (Stiefel), bez. 1781 (Umbaudatum), die Fenster mit starken Sohlgesimsen, die Fenster in den Wohngeschossen annähernd quadratisch und an der südöstlichen Ecke (Stubenteil) gekoppelt; im 16. Jh. errichtet, 1781 umgebaut, im 20. Jh. Fassade, Fenster und Dach (Herstellung eines Dachhauses) überformt. Geschützt nach §§ 2 (Gebäude) DSchG |    |
| Weitere Bilder | Doppelwohnhaus                                                                               | Hospitalgasse 12 und 14 (Flst.Nr. 0-134-135) (Karte)                     |             | Breit gelagertes, längs geteiltes und zweigeschossiges Giebelhaus mit dreigeschossigem Schopfwalmdach; bis in das 1. OG hinein massiv errichtet, darüber verputzter Fachwerkaufbau; im EG zur Hospitalgasse zwei abgefaste Spitzbogenportale, an der südlichen Kante Buckelquader und Konsole (verweist auf ehem. Vorkragung des OG); im Kern mittelalterlich, die Nordwesthälfte im 18. oder frühen 19. Jh. stark erweitert und mit Schleppdach versehen zudem zahlreiche Veränderungen an der Fassade. Geschützt nach §§ 28 (Gebäude) DSchG |    |
|                | Ehemals katholisches Pfarrhaus, heute Wohnhaus                                               | Kirchplatz 1 (Karte)                                                     |             | Über hohem Sockel massiv errichtetes, zweigeschossiges Traufenhaus unter Mansarddach mit Gauben; Putzfassade mit regelmäßig platzierten Rechteckfenstern mit Fensterläden, gliederndes Gurtgesims und abschließend profiliertes Traufgesims; 1789 auf einem Teil der Fläche eines abgebrochenen, älteren Stiftspfarrhofes errichtet, in jüngerer Zeit umfassend modernisiert samt Dachausbau; südwestlich davon das kleine, zweigeschossige Nebengebäude liegend, ein verputzter Massivbau mit einseitig abgeschlepptem Walmdach, dessen Schmalseite sich gegen den Kirchplatz orientiert, wohl ebenfalls Ende des 18. Jh. errichtet und nachträglich modernisiert. Geschützt nach §§ 2 (Gebäude) DSchG | BW |
|                | Wohnhaus mit Laden                                                                           | Kirchplatz 2 2 (Flst.Nr. 0-244) (Karte)                                  |             | Ein aus zwei Einzelgebäuden bestehendes Wohngebäude: der „Kernbau“ ein dreigeschossiges, traufständiges Gebäude mit trapezförmigem Satteldach, das EG massiv und vollständig als Ladenzone genutzt, darüber verputzte Fachwerkobergeschosse mit paarweise angeordneten Fenstergruppen mit einfachen, farblich abgesetzten Gewänden; wohl im 18. Jh. evtl. unter Verwendung ältere Teile errichtet und in der 2. Hälfte des 19. Jh. um zweigeschossigen Anbau erweitert, in den 1960er Jahren das gesamt EG des Kernbaus sowie der Anbau umgebaut. Das nördlich angrenzende Eckhaus zur Badgasse ebenfalls dreigeschossig mit Satteldach, massives Erd- und verputztes Fachwerkobergeschoss (urspr. zugehörig zu Badgasse 5/1, Flstnr. 247/1 gehörig), wohl 19. Jh. Geschützt nach §§ Prüffall DSchG | BW |
| Weitere Bilder | Evangelische Stadtkirche und katholische Pfarrkirche St. Juliana, ursprüngliche Stiftskirche | Kirchplatz 5 und 7 (Flst.Nr. 0-1-2) (Karte)                              |             | Geschützt nach §§ 28 (Sachgesamtheit) DSchG |    |
| Weitere Bilder | Reformiertes Rektorat                                                                        | Kirchplatz 6 (Flst.Nr. 0-252) (Karte)                                    |             | Zweigeschossiges massives Traufenhaus unter Satteldach; die Fassaden durch symmetrisch angeordnete, sandsteingerahmte Rechteckfenster mit Klappläden und stark profilierter Widerkehr gegliedert; errichtet Ende des 18. Jh., im 20. Jh. Dachausbau mit Gauben, Anbau Treppenhaus an der Rückfassade, Erneuerung der Fenster. Geschützt nach §§ 2 (Gebäude) DSchG |    |
| Weitere Bilder | Katholische Stiftsschaffnei der Geistlichen Administration                                   | Kirchplatz 11 (Flst.Nr. 0-25) (Karte)                                    |             | Massiv errichtete, zweigeschossige und vollständig unterkellerte Dreiflügelanlage unter Walmdach mit vorgelagertem Hof und gemauerter Einfriedung; verputzte Fassaden mit regelmäßiger Gliederung mit großen Rechteckfenstern mit Sandsteinrahmen und Klappläden, an der Zufahrt klassizistischer Torpfeiler, im Südflügel urspr. mit Stallung; errichtet 1743 (a), der Altananbau am Westflügel aus dem späten 19. Jh., in jüngerer Zeit leicht überformt (Fassade, Fenster, Dachdeckung). Geschützt nach §§ 28 (Gebäude) DSchG |    |
| Weitere Bilder | Wohnhaus mit Hofmauer                                                                        | Kronengasse 3 (Flst.Nr. 0-239) (Karte)                                   |             | Giebelständiges, dreigeschossiges Gebäude mit Satteldach; das EG massiv, darüber verputzter Fachwerkaufsatz, die EGFassade mit Bossenquadern, OG mit leichten Vorstößen und Putzspiegel in den Brüstungszonen, große Fensterformate; errichtet 1542 (bez. im Portalgewände), die OG und der Giebel im 18. Jh. erneuert bzw. neu gestaltet, in jüngerer Zeit Fassade und die Fenster renoviert. Westlich an das Wohnhaus schließt die Hofmauer mit rechteckiger Toröffnung und Ochsenauge an, wohl ebenfalls 18. Jh., in den 1980er Jahren Hofraum als Teil der Passage zur Hauptstraße umgestaltet. Geschützt nach §§ 2 (Gebäude) DSchG |    |
| Weitere Bilder | Wohn- und Geschäftshaus                                                                      | Kronengasse 4 (Karte)                                                    |             | Zweigeschossiges Eckhaus mit Halbwalmdach mit Gaube, das Dach mit dem Eckerker baulich verbunden; EG aus Werksteinquadern mit korbbogigen Öffnungen, das OG, der Kniestock und der Giebel aus Zierfachwerk in Jugendstilformen, der zweigeschossige, polygonale Fachwerkerker mit Majolikakacheln in den Brüstungen; um 1900 in historisierenden Formen errichtet, in der 2. Hälfte des 20. Jh. die Ladenzone und die Fenster in den Wohngeschossen erneuert. Geschützt nach §§ 2 (Gebäude) DSchG |    |
| Weitere Bilder | Wohnhaus                                                                                     | Kronengasse14 (Flst.Nr. 0-209/1) (Karte)                                 |             | Dreigeschossiges Giebelhaus unter Satteldach mit Ladeluken; das EG massiv, die Fachwerkobergeschosse mit Vorstößen, die Fachwerkfassade gegen die platzartige Straßenaufweitung mit Andreaskreuzen und Schwelle-Ständer-Streben; im 16. Jh. errichtet, um 1980 20. Jh. die Ladenzone komplett erneuert und die Trauffassade wohl zum Teil massiv erneuert. Geschützt nach §§ 2 (Gebäude) DSchG |    |
| Weitere Bilder | Wohnhaus und Metzgerei                                                                       | Kronengasse 16 (Flst.Nr. 0-209/1, 0-210) (Karte)                         |             | Zweigeschossiges Giebelhaus unter Satteldach; das EG massiv, darüber Fachwerkaufbau mit geschnitztem und farbig gefasstem Eckständer mit Inschrift von 1710, profilierte Schwellen, das Fachwerk insgesamt schlicht, unterhalb des Stubenfensters über Konsole eine Nepomukfigur, bez. 1759; das Gebäude lt. Inschrift errichtet von dem Wundarzt und Scharfrichter Johann Martin Wiedmann 1710, Mitte des 20. Jh. das EG durchgängig erneuert. Geschützt nach §§ Prüffall DSchG |    |
| Weitere Bilder | Wohnhaus mit Laden, ehemals Rosenberger Hof                                                  | Marktplatz 1 (Flst.Nr. 0-7) (Karte)                                      |             | Viergeschossiges Traufenhaus aus Fachwerk mit zweigeschossigem Eckerker und Mansarddach; das Fachwerk mit Zierfiguren des 17. Jh. (genaste und gebogene Andreaskreuze, 2/3-Streben), err. Anfang des 17. Jh., vielleicht unter Einbezug von Resten des 1368 erwähnten Rosenberger Hofes; das Gebäude im 19. Jh. gegen Nordosten um einen zweigeschossigen Fachwerkanbau mit Satteldach erweitert, dieser bis 1920 nochmals um zwei Geschosse erhöht, mit einem Pultdach versehen und gegen Norden, über dem neuen Ladengeschoss mit einem damals noch offenen Erker versehen (vgl. Fotos); das gemeinsame EG Mitte des 20. Jh. durch Ladeneinbau baulich verändert. Geschützt nach §§ 28 (Gebäude) DSchG |    |
| Weitere Bilder | Haus Lindenlaub, Wohn- und Geschäftshaus                                                     | Marktplatz 2 (Flst.Nr. 0-277) (Karte)                                    |             | An drei Seiten freistehendes, viergeschossiges Giebelhaus mit Halbwalmdach; bis auf das EG aus Fachwerk errichtet, die Fassade zum Platz sehr repräsentativ mit reichen, symmetrisch angeordneten Zierfiguren (geschwungene, genaste Andreaskreuze, sog. Mann-Figuren) und leichte Vorstöße mit profilierten Schwellen, die Ladenzone mit Pilastergliederung; errichtet 1589 (bez.), die Ladenzone 19. Jh.; das dazugehörige Hinterhaus, zweigeschossig unter Mansarddach, mit massivem EG und Fachwerkaufbau, 18. Jh. Geschützt nach §§ 28 (Gebäude) DSchG |    |
|                | Wohnhaus                                                                                     | Marktplatz 3 (Flst.Nr. 0-8) (Karte)                                      |             | Vom Platz zurückgesetztes, zweigeschossiges Traufenhaus unter Satteldach, einseitig mit Kopfwalm; das EG massiv, das Fachwerk-OG traufseitig mit angeblatteten Aussteifungshölzern, im rauchschwarzen Eichendach stehende Stühle mit angeblatteten Steigbändern (quer) und tief ansetzenden Kopfbändern (längs), urspr. Freigespärre nachweisbar; 1430 (d) errichtet, mehrfach umgebaut. Geschützt nach §§ 2 (Gebäude) DSchG | BW |
|                | Haus Brauß, Wohnhaus mit Laden                                                               | Marktplatz 6 (Flst.Nr. 0-243) (Karte)                                    |             | Dreigeschossiges, an drei Seiten freistehendes Giebelhaus mit Krüppelwalmdach mit Bandgaube; das EG massiv, verputzt, die beiden Fachwerk-OG und der Giebel über Balkenköpfen vorkragend und mit zeittypischen Zierfiguren versehen (geschwungene Andreaskreuze, sog. Mann-Figuren); errichtet um 1600, um 1904 Dachausbau mit Gaube, Mitte des 20. Jh. der Laden in seiner heutigen Form erneuert. Geschützt nach §§ 28 (Gebäude) DSchG |    |
| Weitere Bilder | Wohn- und Geschäftshaus                                                                      | Ölgasse 1 (Flst.Nr. 0-123-124) (Karte)                                   |             | Dreigeschossiges Giebelhaus mit Satteldach; das Erd- und das erste Wohngeschoss massiv errichtet, darüber Fachwerkaufsatz mit Zierformen der Zeit um 1900; die Fassade durch neogotische Werksteingliederung und polygonalem, teils massivem, teils hölzernem Eckerker gestalte; in der Brüstungszone des Erkers Stadtwappen, figürliches Relief, Baudatum und Metzgerwappen; errichtet 1902 wohl über bestehendem Keller, 2002 (i) renoviert. Geschützt nach §§ 2 (Gebäude) DSchG |    |
| Weitere Bilder | Wohnhaus                                                                                     | Ölgasse 2 (Flst.Nr. 0-115) (Karte)                                       |             | Traufseitig erschlossenes, dreigeschossiges Gebäude mit tlw. verändertem Mansarddach; über bossiertem Sockel glatt verputzte Obergeschosse mit Eckerker und Werksteingliederung in zurückhaltenden historisierenden Formen, die Fenstergewände des Erkers mit Stabwerk, im EG und im 1. OG je ein Hauszugang; um 1900 errichtet, möglicherweise als Hinterhaus zu Hauptstraße 57, in der 2. Hälfte des 20. Jh. in Teilen leicht verändert (Dach, Hauszugänge, Fenster). Geschützt nach §§ Prüffall DSchG |    |
| Weitere Bilder | Wohnhaus mit Laden                                                                           | Ölgasse 8 (Karte)                                                        |             | Traufständiges, dreigeschossiges Gebäude mit Satteldach mit kleinen Gauben; das EG massiv mit Ladeneinbau, darüber konstruktiver Fachwerkaufsatz mit regelmäßig angeordneten Fensterachsen, die Fenster mit hölzernen Läden; 18./19. Jh. mit nachträglichen Überformungen (EG-Öffnungen, Fenster, Dachdeckung). Geschützt nach §§ Prüffall DSchG |    |
| Weitere Bilder | Wohnhaus mit Laden                                                                           | Schloßgasse 2 (Flst.Nr. 0-352) (Karte)                                   |             | Viergeschossiges Giebelhaus mit Satteldach; das EG aus Sandsteinquadern mit profiliertem Renaissanceportal und Seitenportal bzw. zugesetzter Rundbogenöffnung gg. die Seitengasse; das Fachwerk-OG leicht vorkragend mit profilierten Schwellen, symmetrische Anordnung von Zierfiguren (Andreaskreuze, sog. Mann-Figuren), im 1. und 2. OG dichte Fensterreihung über die gesamte Hausbreite, Giebel mit kleinen Lichtluken und Restspitzständer; errichtet 1615 (bez.), Anfang des 20. Jh. Ladeneinbau, das Fachwerk 1972 (i) freigelegt, die Fenster in jüngerer Zeit in einer dem Bestand angepassten Weise erneuert. Geschützt nach §§ 28 (Gebäude) DSchG |    |
| Weitere Bilder | Wohnhaus bzw. Gasthaus „Alte Brauerei Wehrlein“                                              | Schloßgasse 6 (Flst.Nr. 0-351) (Karte)                                   |             | Dreigeschossiges Giebelhaus mit Satteldach; das EG massiv mit Eckquaderung, Sandsteingewänden und erhöht liegendem Hauseingang, die Fachwerk-OG über Steinkonsole vorkragend mit zeittypischen Zierfiguren (Andreaskreuze, 2/3-Streben), an der Grundstücksgrenze zu Schloßgasse 8 zweigeschossiger Erker aus Fachwerk; 1520 (bez.) errichtet, das EG im 19. oder frühen 20. Jh. tlw. erneuert, in jüngerer Zeit u.a. Fenster in einer dem Bestand angepassten Weise erneuert. Geschützt nach §§ 28 (Gebäude) DSchG |    |
| Weitere Bilder | Doppelwohnhaus                                                                               | Schloßgasse 7 und 9 (Flst.Nr. 0-281-282) (Karte)                         |             | Breit gelagertes, zweigeschossiges Giebelhaus mit dreigeschossigem Satteldach; bis auf das massive EG die Wohngeschosse in Fachwerk errichtet, eine Putzfassade mit annähernd symmetrischer Gliederung mit zu Gruppen zusammen gefassten Fenstern und zwei Hauseingängen; im 18. Jh. wohl unter Verwendung älterer Bauteile errichtet, im 19./20. Jh. im Detail baulich verändert (Laden, Fenster, Fassade). Geschützt nach §§ 2 (Gebäude) DSchG |    |
| Weitere Bilder | Wohnhaus bzw. Gasthaus „Zum Schwanen“                                                        | Schloßgasse 8 (Flst.Nr. 0-349) (Karte)                                   |             | Dreigeschossiges Giebelhaus mit Satteldach; das EG massiv mit großen bossierten Eckquadern und Kellerabgang, die Fachwerk-OG über Balkenköpfen vorkragend, mit Brüstungsstreben, im 2. OG dichte Fensterreihe, im Giebel symmetrische 2/3-Streben; um 1500 errichtet, das EG im 19. oder frühen 20. Jh. tlw. erneuert, in jüngerer Zeit u.a. Fenster in einer dem Bestand angepassten Weise erneuert. Geschützt nach §§ 28 (Gebäude) DSchG |    |
| Weitere Bilder | Wohnhaus                                                                                     | Schloßgasse 10 (Flst.Nr. 0-349) (Karte)                                  |             | Zweigeschossiges Traufenhaus mit Satteldach; das EG massiv, mit Natursteingewänden und mittig liegendem Eingang mit Oberlicht, das OG in Fachwerk errichtet, verputzt und ebenfalls durch regelmäßige Fensteröffnungen gegliedert; 1636 errichtet, laut Inschrifttafel mit Baudatum und Angaben zur Teuerung, im 19. Jh. umgebaut und ab 1929 zu Schlossgasse 8 funktional zugehörig. Geschützt nach §§ 28 (Gebäude) DSchG |    |
| Weitere Bilder | Wohnhaus                                                                                     | Schloßgasse 11 (Flst.Nr. 0-284) (Karte)                                  |             | Zweigeschossiger, schmaler und auf tiefer Parzelle stehender Barockbau mit einem zur Straße hin abgewalmten Satteldach; der hohe Kellersockel mit rundbogigem Zugang und das EG massiv mit Ohrenfenstern und Oberlichttür, die OG aus verputztem Fachwerk ebenfalls mit Ohrenfenstern; 1743/1744 (bez.) im Auftrag eines Schreiners (Hausmarke mit Initialen I A S sowie Hobel und Winkel) errichtet, im 20. Jh. die Fenster und die Eingangstüre ausgetauscht, neue Dachdeckung. Geschützt nach §§ 28 (Gebäude) DSchG |    |
| Weitere Bilder | Wohnhaus, heute zum Pfalzgrafenstift Mosbach gehörig                                         | Schloßgasse 13 (Flst.Nr. 0-330) (Karte)                                  |             | In Ecklage stehender, neunachsiger Barockbau unter Mansard-Giebeldach mit bauzeitlichen Gauben; Massivbau mit rundbogigem Kellerabgang und v.a. an der breiten Trauffassade mit zeittypischer Gliederung aus regelmäßig platzierten Segmentbogenfenstern mit Schlussstein, mittig aufwendig profiliertes Portal mit Oberlicht und Wellengiebel sowie Rokoko-Schlussstein; in der 2. Hälfte des 18. Jh. errichtet, im Kern älter (rückseitig Renaissanceportal aus der Zeit um 1600, bez. 1706), in jüngerer Zeit in einer dem Bestand angepassten Weise renoviert. Geschützt nach §§ 28 (Gebäude) DSchG |    |
| Weitere Bilder | Wohnhaus mit Werkstattgebäude                                                                | Schloßgasse 14 (Flst.Nr. 0-348) (Karte)                                  |             | Sehr schmales, dreigeschossiges Giebelhaus mit Satteldach, das EG massiv, die OG und der Giebel aus Fachwerk mit Vorstößen, profilierten Schwellen und seitlichen Knaggen; im Kern wohl 16./17. Jh., 1822 (bez. am Türgewände) wohl das EG massiv erneuert oder das Gebäude in Teilen umgebaut. Östlich davon das schmale, lange Ökonomiegebäude liegend, zweigeschossig mit breiter Toreinfahrt und Satteldach mit Aufzugsgaube, wohl 19./20. Jh. Geschützt nach §§ 28 (Gebäude) DSchG |    |
| Weitere Bilder | Wohnhaus, jetzt Teil des Pfalzgrafenstifts (Seniorenheim)                                    | Schloßgasse 15 (Flst.Nr. 0-330) (Karte)                                  |             | Dreigeschossiger Winkelbau mit Walmdach; das hohe, verputzte EG massiv errichtet mit Eckquaderung und teils mit spätmittelalterlichen Gewänden sowie rundbogigem Kellerabgang (bez. 1585); das OG aus Fachwerk errichtet und an der auskragenden Westfassade von zwei Sandsteinsäulen gestützt (an der linken Säule Hausmarke, bez. 1585); im Inneren Halle mit Brunnen, hofseitig Renaissancespindel, im straßenseitigen OG frühbarocke und rokokozeitliche Ausstattung; unter Einbezug spätmittelalterlicher Reste 1585 errichtet, in den frühen 1980er Jahren in den Neubaukomplex des Pfalzgrafenstifts integriert und im Zuge dessen in Teilen modernisiert. Geschützt nach §§ 28 (Gebäude) DSchG |    |
| Weitere Bilder | Wohnhaus                                                                                     | Schloßgasse 20 (Karte)                                                   |             | Geschützt nach §§ 28 (Gebäude) DSchG |    |
| Weitere Bilder | Wohnhaus des frühen 19. Jh. mit integriertem Befestigungsturm des 15. Jh.                    | Schloßgasse 22 (Karte)                                                   |             | Zwischen Schloß- und Frohndbrunnengasse, am abfallenden Gelände errichtetes, zweiseitig freistehendes und zweigeschossiges Traufenhaus mit Satteldach mit übergiebelten Querhäusern des 19./20. Jh., das EG massiv, die OG aus Fachwerk errichtet, im ersten Geschoss des dreigeschossigen Turms eingemauerte Schleuderkugeln, im angrenzenden Mauerstück Schießscharte erhalten; die Putzfassade durch regelmäßig angeordnete Fensterachsen gegliedert, die Gewände im ersten Wohngeschoss jeweils mit Steingewänden versehen; errichtet im frühen 19. Jh. unter Miteinbeziehung eines mittelalterlichen Befestigungsturmes, im 20. Jh. v.a im Dachbereich überformt, die Fenster erneuert. Geschützt nach §§ 28 (Gebäude) DSchG |    |
| Weitere Bilder | Sogenanntes Altes Schloß samt Garten und Einfriedung                                         | Schloßgasse 24 (Flst.Nr. 0-336) (Karte)                                  |             | In erhöhter Lage situierter, zwei- bzw. dreigeschossiger Massivbau unter einem zur Südwestseite hin abgewalmten Satteldach, zur Schloßgasse spätgotischer Staffel- und Glockengiebel mit renaissancezeitlichem Kugel- und Lünettenbesatz (rechts im Bild); östl. davon ein quadratisches Staffelgiebelhaus anschließend, dieses über mittelalterlichem Turmstumpf errichtet und 1898 mit historistischem Aufbau versehen (einschließlich Erker); zur Anlage gehört außerdem der Vorgarten samt Einfriedung; parallel zur Stadtmauer erstreckt sich außerdem ein erhaltenswertes Nebengebäude; im Kern Ministerialensitz des 12./13. Jh., ab 1411 für Residenznutzung erweitert und ab dem 16. Jh. mehrfach verändert, der Gebäudekomplex 1898 von L. Schaefer für Rudolf Montigel historisierend umgebaut. Das wohl als staufischer Ministerialsitz errichtete Alte Schloss ist mit seiner eng mit der Stadterhebung und der damit einhergegangenen Stadtbefestigung verbundenen Baugeschichte von hohem Zeugniswert, neben seiner Bedeutung als städtebauliche Dominante. Geschützt nach §§ 28 (Gebäude) DSchG |    |
| Weitere Bilder | Sogenanntes Neues Schloß, 1748 als Amtshaus überliefert                                      | Schloßgasse 28 (Flst.Nr. 0-335) (Karte)                                  |             | Über Hanggeschoss stehender, zweigeschossiger Massivbau mit Halbwalmdach, schlichte Putzfassade mit regelmäßig angeordneten Rechteckfenstern mit Klappläden, umlaufendem Gurtgesims und profiliertem Traufgesims mit Widerkehr; der Haupteingang an der östlichen Traufseite gelegen und über Außentreppe von der Schlossgasse erschlossen; im jüngeren Nordteil Durchfahrt erhalten; weiters zugehörig der Garten und die Stützmauer; der Kernbau geht auf die 1410 als „neues Haus“ begonnene Residenz zurück (an der Südseite Buckelquader), 1753 Instandsetzungsarbeiten, 1834 prägende Aus- und Umbauten. Geschützt nach §§ 28 (Gebäude) DSchG |    |
| Weitere Bilder | Wohnhaus, ehemals Bestandteil der Pfaffenmühle                                               | Schwanengasse 1 (Flst.Nr. 0-37/1) (Karte)                                |             | Zweigeschossiges, traufständiges Torfahrthaus mit Satteldach, das EG massiv mit korbbogiger Einfahrt und seitlichem Hauseingang, das OG aus Fachwerk errichtet mit einfachen Zierformen und paarweise zusammengefassten Fenstergruppen; errichtet 1810 (bez.) wohl unter Einbezug älterer Keller (Parzelle war bis Mitte des 19. Jh. Teil der Pfaffenmühle, Hauptstr. 78), in jüngerer Zeit Dachausbau mit Gauben und Erneuerung der Fenster und Eingangstüre bzw. des Tores. Geschützt nach §§ 2 (Gebäude) DSchG |    |
| Weitere Bilder | Wohnhaus                                                                                     | Schwanengasse 3 (Flst.Nr. 0-36) (Karte)                                  |             | Dreigeschossiges Eckgebäude unter Satteldach, der Kellersockel und das EG massiv, urspr. sowohl traufseitig als auch giebelseitig über Eingänge erschlossen, das Fachwerk-OG über Balkenköpfen vorkragend, auf langen Kopfbändern polygonaler Erker aufsitzend; im 17. Jh. errichtet, im 20. Jh. Ladeneinbau im Erdgeschoss, dieser in jüngerer Zeit neu gestaltet samt Herstellung eines verglasten und überdachten Zugangs an der Schwanengasse, nachträglich auch Dachausbau mit Gaube und Erneuerung der Fenster. Geschützt nach §§ 28 (Gebäude) DSchG |    |
| Weitere Bilder | Wohnhaus                                                                                     | Schwanengasse 5 (Flst.Nr. 0-34) (Karte)                                  |             | Zweigeschossiges Giebelhaus mit spitzem und hohem Satteldach, das EG massiv mit schmaler Rundbogenpforte (bez. 1721) gegen die Schwanengasse, das Fachwerk-OG zum Kirchplatz weit vorkragend mit erheblicher Schiefstellung, der östliche Gebäudeteil einseitig aufgestockt, im Giebel durchgesteckte Pfetten; älteres Gebäude wohl 1721 (bez.) in Teilen neu bzw. über älteren Kellern errichtet und 1746 nochmals umgebaut, Mitte des 20. Jh. Dachausbau mit Bandgaube und Ladeneinbau ins EG. Geschützt nach §§ 28 (Gebäude) DSchG |    |
| Weitere Bilder | Wohnhaus                                                                                     | Schwanengasse 11 (Flst.Nr. 0-51) (Karte)                                 |             | Über Kellersockel stehendes, zweigeschossiges Giebelhaus mit Satteldach, der Kellersockel und das EG massiv mit giebelseitigem Kellerzugang, im Wohngeschoss Steingewändefenster sowie gekoppeltes Fenster, darüber OG aus Fachwerk mit Fenstererker, der Giebel über Knaggen vorkragend, die Wohnetagen von der südlichen Traufseite her erschlossen; errichtet im 16. Jh., nachträglich nur leicht überformt. Geschützt nach §§ 28 (Gebäude) DSchG |    |
| Weitere Bilder | Wohnhaus                                                                                     | Schwanengasse 13 (Flst.Nr. 0-35) (Karte)                                 |             | In Ecklage stehendes, dreigeschossiges und verputztes Gebäude mit Satteldach (mit überblattetem Eichendachstuhl), der Keller (mit kleinem Tonnengewölbe), das EG und die Straßenfront des 1. OG massiv errichtet, sonst aus Fachwerk, die Fassade bis auf große Diagonalkreuze in der Giebelwand des 2. OG und den Giebel selbst verputzt, an der Traufseite regelmäßige Fensteröffnungen mit Läden und gliederndes Gurtgesims sowie Hauseingang mit Sandsteingewände; im Kern 16. Jh., im 19. Jh. die Fassade in Teilen umgestaltet, 1983 saniert dabei v.a das EG verändert. Geschützt nach §§ 2 (Gebäude) DSchG |    |

### Diedesheim
| Bild | Bezeichnung    | Lage                                                        | Datierung | Beschreibung         | ID |
| ---- | -------------- | ----------------------------------------------------------- | --------- | -------------------- | -- |
|      | Gasthaus Krone | Alte Brückenstraße 5 (Karte)                                |           |                      |    |
|      | Steinsäule     | Einmündung Heidelberger Straße / Obere Herrenstraße (Karte) |           | Jupitergigantensäule |    |

### Lohrbach
| Bild | Bezeichnung         | Lage                        | Datierung | Beschreibung | ID |
| ---- | ------------------- | --------------------------- | --------- | --- | -- |
|      | Burg Lohrbach       | Kurfürstenstraße (Karte)    |           | Burg Lohrbach ist eine auf den Fundamenten einer mittelalterlichen Wasserburg errichtete Schlossanlage, 1576 bis 1599 Witwensitz von Kurfürstin Amalie, danach pfälzische Kellerei. Bis 1947 in Besitz der Fürsten von Leiningen, später im Besitz der Johannesanstalten in Mosbach. Ab 1970 in Privatbesitz, 1982 zu Wohnungen umgebaut. Die Alte katholische Kirche Lohrbach wurde 1763 nach Plänen des Baumeisters Rabaliatti durch Umbau der ehemaligen Zehntscheuer beim Wasserschloss errichtet. Unter der Kirche befindet sich noch ein älterer Weinkeller. Bemerkenswert ist auch der in dieser Gegend außergewöhnliche runde Kirchturm, der auf einen ursprünglich zum Schloss gehörenden Turm von 1585 zurückgeht. Nachdem an Heiligabend 1966 ein Teil der Kirchendecke einstürzte, wurde ein Kirchenneubau an anderer Stelle beschlossen. Die alte katholische Kirche wurde säkularisiert und saniert und dient heute Wohn- und Gewerbezwecken. |    |
|      | Evangelische Kirche | Kurfürstenstraße 18 (Karte) |           | Die Evangelische Kirche Lohrbach geht baugeschichtlich ins Mittelalter zurück. Im gotischen Turmuntergeschoss, dem einstigen Chorraum, sind Wandmalereien aus der Zeit um 1450 erhalten. Das dortige Sterngewölbe wurde 1514 eingefügt. An die damalige Erneuerung der Kirche erinnert die älteste Glocke, die 1518 von Bernhard Lachamann aus Heilbronn gegossen wurde. Das Langhaus wurde in den Jahren 1817 bis 1819 erneuert. Die Orgel wurde 1818/1819 von den Brüdern Anton und Wilhelm Overmann aus Heidelberg erstellt. |    |
|      | St. Paulus          | Paulusstraße 1 (Karte)      |           | Die katholische Kirche St. Paulus wurde nach Plänen des Buchener Architekten Ullmann von 1967 bis 1969 beim Friedhof errichtet. Das moderne, zeltartige Kirchengebäude und der 28 Meter hohe freistehende Turm sind aus quadratischen und dreieckigen Elementen konstruiert. Die Giebel der Kirche bestehen aus Buntsandsteinwänden, die seitlich großflächig verglast sind. Das Turmkreuz leuchtet in der Nacht. |    |
|      | Rathaus             | Kurfürstenstraße 26 (Karte) |           | | BW |

### Neckarelz
| Bild           | Bezeichnung                                                         | Lage                            | Datierung   | Beschreibung | ID                       |
| -------------- | ------------------------------------------------------------------- | ------------------------------- | ----------- | --- | ------------------------ |
| Weitere Bilder | Tempelhaus                                                          | Johannitergasse 2 (Karte)       | 12./13. Jh. | Das Tempelhaus ist eine ehemalige Johanniterburg aus dem 12./13. Jahrhundert, die seit dem frühen 18. Jahrhundert bis zum Bau der Marienkirche 1955 als katholische Pfarrkirche genutzt wurde.                                                                         |                          |
| Weitere Bilder | Martinskirche                                                       | Martin-Luther-Straße 16 (Karte) |             | Die 1773 erneuerte evangelische Martinskirche mit Pfarrhaus und Bildungshaus Bruder Klaus runden das Ensemble nahe dem Tempelhaus ab. An der Gartenmauer des Bildungshauses befindet sich ein Denkmal für Auguste Pattberg, die zeitweilig in diesem Haus gewohnt hat. | Wikidata-Objekt anzeigen |
| Weitere Bilder | Ehemals Kurpfälzische Amtskellerei, jetzt Bildungshaus Bruder Klaus | Heidelberger Straße 14 (Karte)  |             | eigentlich Martin-Luther-Straße 14, langes Gebäude |                          |
| Weitere Bilder | Alte Posthalterei                                                   | Heidelberger Straße 10 (Karte)  |             | Alte Posthalterei |                          |
|                | Rathaus                                                             | Martin-Luther-Straße 2 (Karte)  |             | Das Rathaus ist ein 1964 erbauter Zweckbau, renoviert 1994, mit Rathausbrunnen von 1990. | BW                       |
| Weitere Bilder | Alfeldsches Haus                                                    | Martin-Luther-Straße 10 (Karte) |             | Alfeldsches Haus |                          |

### Reichenbuch
| Bild | Bezeichnung         | Lage                          | Datierung | Beschreibung                                                    | ID |
| ---- | ------------------- | ----------------------------- | --------- | --------------------------------------------------------------- | -- |
|      | Rathaus             | Lindenbrunnenstraße 3 (Karte) | 1841      | Das Rathaus des Ortes wurde 1841 als Schul- und Rathaus erbaut. |    |
|      | Evangelische Kirche | Kirchenstraße 2 (Karte)       | 1908      | Die Evangelische Kirche wurde 1908 errichtet.                   |    |
|      | Herz-Jesu-Kirche    | Kirchenstraße 13 (Karte)      | 1960      | Die katholische Herz-Jesu-Kirche wurde 1960 errichtet.          |    |

### Sattelbach
| Bild | Bezeichnung | Lage                         | Datierung | Beschreibung                                                                                     | ID |
| ---- | ----------- | ---------------------------- | --------- | ------------------------------------------------------------------------------------------------ | -- |
|      | St. Josef   | Muckentaler Straße 8 (Karte) | 1955      | Das bedeutendste Gebäude des Ortes ist die katholische Kirche St. Josef, die 1955 geweiht wurde. | BW |

### Waldstadt
| Bild | Bezeichnung | Lage                 | Datierung | Beschreibung | ID |
| ---- | ----------- | -------------------- | --------- | ------------ | -- |
|      | Kirche      | Solbergallee (Karte) |           |              |    |

## Abkürzungen
(d) dendrochronologisch bestimmt